# لاکهید مارتین اف-۲۲ رپتور
لاکهید مارتین اِف-۲۲ رَپتور (به انگلیسی: Lockheed Martin F-22 Raptor) جنگنده تاکتیکی نسل پنجمِ تک‌سرنشین، دوموتوره و رادارگریز ساخت شرکت‌های لاکهید و بوئینگ است که برای نیروی هوایی ایالات متحده آمریکا توسعه داده شده است. جنگنده اف-۲۲ یکی از گران‌ترین، پیشرفته‌ترین و توانمندترین جنگنده‌هایی است که تا به امروز تولید شده است. با توجه به برنامه جنگنده تاکتیکی پیشرفته نیروی هوایی آمریکا، اف-۲۲ در درجه اول به عنوان یک جنگنده برتری هوایی طراحی شد، اما این جنگنده دارای قابلیت‌های هواگرد تهاجمی، جنگ الکترونیک و شنود الکترونیک نیز هست. ساخت بیشتر بخش‌های بدنه، سامانه سلاح‌ها و انجام مونتاژ نهایی بر عهده پیمانکار اصلی پروژه، لاکهید مارتین بود و بوئینگ هم وظیفه ساخت بال‌ها، بدنه پشتی، بخش‌های اویونیک و سامانه آموزشی را بر عهده داشت.
پیش از آغاز به کار رسمی اف-۲۲ در دسامبر ۲۰۰۵ با نام اف-۲۲ای، این هواگرد با نام‌های اف-۲۲ و اف/ای-۲۲ شناخته می‌شد. پس از دوره توسعه طولانی‌مدت و با وجود مشکلات عملیاتی، نیروی هوایی ایالات متحده قدرت هوایی-تاکتیکی این هواگرد را جزء مهمی از قدرت تاکتیکی هوایی این نیرو توصیف کرد. بیانیه نیروی هوایی بیان می‌کرد اف-۲۲ با تمام جنگنده‌های پیشین متفاوت است و قابلیت‌های رادارگریزی، عملکرد آیرودینامیک و آگاهی موقعیتی آن، کارایی بی‌سابقه‌ای به این جنگنده داده است.
نیروی هوایی آمریکا قصد داشت به صورت رسمی ۷۵۰ جنگنده تاکتیکی پیشرفته خریداری کند. در سال ۲۰۰۹ میلادی، این برنامه به‌دلیل هزینه بالای تولید، نبود مأموریت‌های هوابه‌هوای مشخص که به دلیل تأخیر در برنامه تولید جنگنده‌های روسی و چینی به‌وجود آمد، ممنوعیت صادرات، و توسعه جنگنده چندمنظوره اف۳۵، به خرید ۱۸۷ جنگنده عملیاتی محدود شد. آخرین اف۲۲ تولیدی در سال ۲۰۱۲ تحویل نیروی هوایی ایالات متحده آمریکا شد. به گزارش نشنال اینترست، کمبود فضای کافی برای حمل موشک باعث شده تا اف-۲۲ از خط تولید کنار گذاشته شود و اینگونه نتیجه گرفتند که این ایراد که در ساختار بدنهٔ اف-۲۲ وجود دارد قابل برطرف شدن نخواهد بود. شرکت لاکهید مارتین به‌منظور جلوگیری از ضرر دادن و همچنین تأمین بودجه برای پروژه‌های آیندهٔ خود درنظر دارد که نسخهٔ صادراتی اف-۲۲ را نیز تولید کند.

## توسعه

### خاستگاه

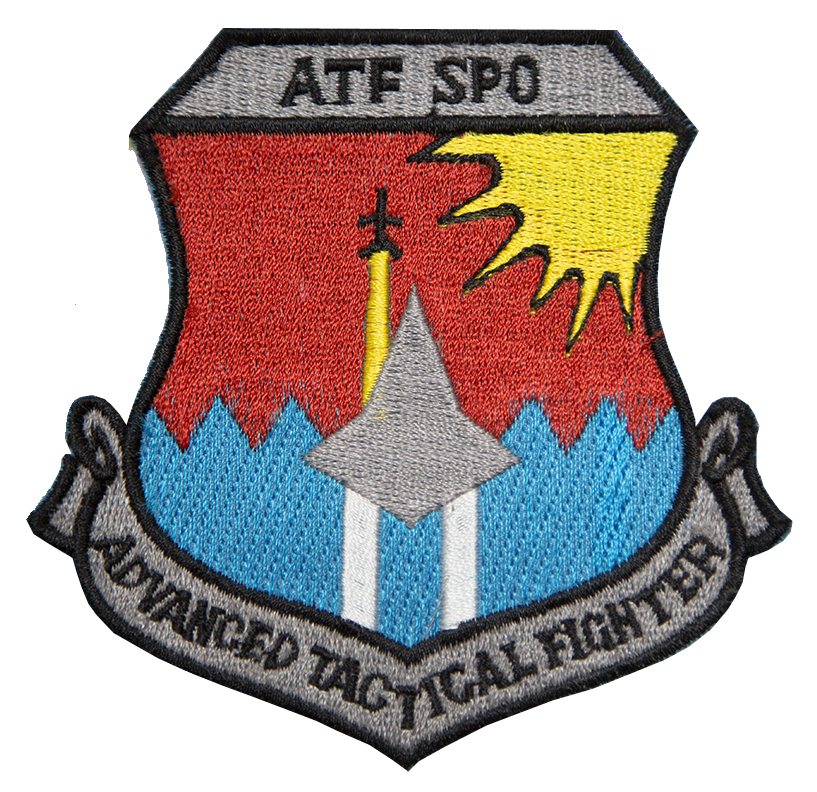
نشان دفتر برنامه سامانه‌های جنگنده پیشرفته تاکتیکی (ATF SPO)

در سال ۱۹۸۱، نیروی هوایی ایالات متحده نیاز به توسعه جنگنده‌های تاکتیکی پیشرفته برای جایگزینی با اف-۱۵ ایگل و اف-۱۶ فایتینگ فالکن را حس کرده بود. برنامه توسعه جنگنده‌های تاکتیکی پیشرفته با نام رمزی «آقای آسمان» ، تحت تأثیر تهدیدهای نوظهور جهانی همچون توسعه و تولید سوخو-۲۷ و میگ-۲۹ شوروی بود. مجموعه جنگنده‌های جدید می‌توانستند از فناوری‌های جدید در طراحی جنگنده‌ها، همچون کامپوزیت‌ها، آلیاژ‌های سبک، سامانه‌های پیشرفته کنترل پرواز، سامانه‌های قوی‌تر نیروی محرکه و مهم‌تر از همه، فناوری شناساگریزی استفاده کنند. در سال ۱۹۸۳، گروه توسعه طرح جنگنده پیشرفته تاکتیکی دفتر برنامه سامانه را راه‌اندازی کرده و در پایگاه نیروی هوایی رایت-پترسون به مدیریت طرح پرداختند. مراحل ارائه و تأیید طرح پیشنهادی در سپتامبر ۱۹۸۵ انجام شد و تأکید طرح روی ویژگی‌های پنهان‌کاری و پرواز ابرپیمایشی بود. در ۳۱ اکتبر ۱۹۸۶، لاکهید مارتین و نورثروپ از میان هفت شرکت انتخاب شدند. لاکهید با بوئینگ و جنرال داینامیکس یک طرف قرار گرفت و نورثروپ به مک‌دانل داگلاس پیوست. به هر پیمان‌کار زمان پنجاه‌ماهه‌ای داده شد تا طرح خود را ارائه دهد. گروه لاکهید وای‌اف-۲۲ و گروه نورثروپ وای‌اف-۲۳ را طراحی کرد.
مراحل ارائه و تأیید روی کاهش خطر‌ها و برنامه‌های توسعه فناوری متمرکز بود. پیمان‌کاران به‌طور گسترده از روش‌های متفاوت تحلیلی و تجربی، مثل دینامیک سیالات محاسباتی، آزمایش تونل باد و محاسبات سطح مقطع راداری استفاده کردند؛ گروه لاکهید مارتین نزدیک به ۱۸٬۰۰۰ ساعت آزمایش تونل باد انجام داد. توسعه ویژگی‌های اویونیک با آزمایش‌ها و نمونه‌سازی‌های گسترده همراه بود و با آزمایشگاه‌های هوایی و زمینی پشتیبانی می‌شد. در مراحل ارائه و تأیید، دفتر برنامه سامانه از نتایج پژوهش‌های پیمان‌کاران برای تعیین نیازهای برنامه و حذف مواردی که به بودجه چشم‌گیری نیاز داشتند استفاده کرد. برای حذف ویژگی‌های معکوس‌سازی رانش، که وزن قابل‌توجهی داشتند، سخت‌گیری در انتخاب تجهیزات نشست و برخاست کوتاه کاهش یافت. هریک از گروه‌های طراحی دو نوع هواگرد آزمایشی ساختند که هر کدام برای یکی از دو گزینه موتور ساخته شدند. گروه به رهبری لاکهید روی وای‌اف-۲۲ از جهت‌دهی رانش استفاده کرد تا قابلیت مانور بیشتری در نبردهای تن‌به‌تن هوایی به هواگرد بدهد. افزایش وزن و هزینه نسبت به مقدار معین شده در برنامه، که تا حد زیادی به‌خاطر هزینه قابلیت‌های اویونیک بود، منجر به حذف تعدادی از موارد مورد نیاز هواگرد شد. رادارهای دوطرفه حذف شدند و سامانه جستجو و ردیابی فروسرخ ابتدا از حالت چندرنگ به تک‌رنگ تنزل پیدا کرد و سپس به‌طور کلی حذف شد. با این وجود، فضا و تدارکات خنک‌سازی برای این تجهیزات حذف نشدند تا بتوان در آینده آن‌ها را روی نسخه اصلی جنگنده نصب کرد. صندلی‌پران این جنگنده‌ها هم از طرحی جدید به طرحی قدیمی از مک‌دانل داگلاس تنزل پیدا کرد. با وجود تلاش پیمان‌کاران برای کنترل وزن، وزن ناخالص در هنگام برخاست از ۵۰٬۰۰۰ پوند (۲۲٬۷۰۰ کیلوگرم) به ۶۰٬۰۰۰ پوند (۲۷٬۲۰۰ کیلوگرم) افزایش یافت؛ این تغییر منجر به افزایش نیروی رانش موتور از ۳۰٬۰۰۰ پوند-نیرو (۱۳۳ کیلونیوتن) به ۳۵٬۰۰۰ پوند-نیرو (۱۵۶ کیلونیوتن) شد.
پرواز اولیه وای‌اف-۲۲ در ۲۹ سپتامبر ۱۹۹۰ انجام شد و در آزمایش‌ها، این هواپیما به ۱٫۵۸ ماخ در حالت زِبَرصوت دست یافت. پس از مراحل آزمایش طرح و تأیید نمونه‌های آزمایشی، در ۲۳ آوریل ۱۹۹۱، وزیر وقت نیروی هوایی ایالات متحده، دونالد رایس، وای‌اف-۲۲ را برنده این رقابت اعلام کرد. طرح وای‌اف-۲۳ پنهان‌کارتر و سریع‌تر شناخته شد، در حالی که وای‌اف-۲۲ توان مانور بهتری داشت. خبرگزاری‌های هواگردی تصور می‌کردند که وای‌اف-۲۲ برای برنامه جنگنده تاکتیکی دریایی پیشرفته نیروی دریایی ایالات متحده آمریکا هم مناسب‌تر بود، اما طرح جنگنده تاکتیکی دریایی پیشرفته در سال ۱۹۹۲ توسط نیروی دریایی تعطیل شد. با توجه به برنامه جنگنده تاکتیکی پیشرفته نیروی هوایی آمریکا، اف-۲۲ در درجه اول به عنوان یک جنگنده برتری هوایی طراحی شد، اما این جنگنده دارای قابلیت‌های هواگرد تهاجمی، جنگ الکترونیک و شنود الکترونیک نیز هست.

### تولید و تهیه
با پایان مراحل طراحی و آغاز مراحل توسعه مهندسی و ساخت، اف-۲۲ چندین تفاوت بارز نسبت به وای‌اف-۲۲ پیدا کرد. زاویه پشتی لبه اصلی هواگرد از °۴۸ به °۴۲ رسید، در حالی که تثبیت‌کننده‌های عمودی عقب‌تر رفته و مساحتشان ۲۰٪ کاهش یافت. برای بهبود دید خلبان، آسمانه به میزان ۷ اینچ (۱۸ سانتی‌متر) جلوتر رفت و بخش خنک‌سازی موتور ۱۴ اینچ (۳۶ سانتی‌متر) عقب‌تر آمد. شکل لبه‌های عقبی بال‌ها و تثبیت‌کننده بهبود یافت تا آیرودینامیک، استحکام و پنهان‌گری هواگرد افزایش پیدا کند. افزایش وزن در حین توسعه منجر به کمی کاهش برد و عملکرد آیرودینامیک شد.

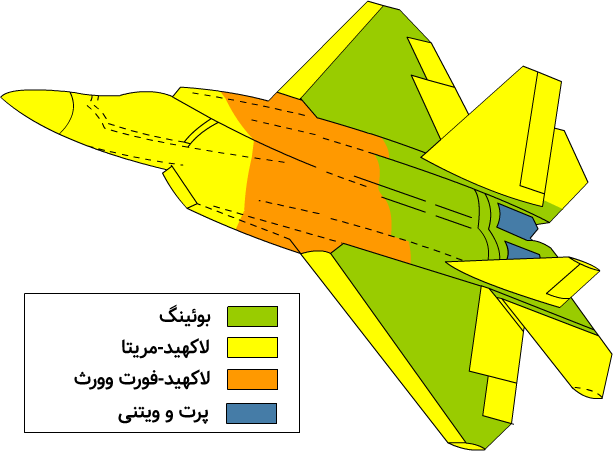
سهم هر یک از سازندگان در ساخت اف-۲۲

ساخت بیشتر بخش‌های بدنه و مونتاژ نهایی در پایگاه هوایی دابینس واقع در مریتا، جورجیا و به دست پیمانکار اصلی پروژه، لاکهید مارتین انجام شد. بوئینگ وظیفه فراهم آوردن دیگر قطعات بدنه، بخش‌های اویونیک و سامانه آموزشی را بر عهده داشت. تولید اف-۲۲ برای افزایش پشتیبانی کنگره از پروژه میان بیش از ۱٬۰۰۰ پیمانکار فرعی از ۴۶ ایالت تقسیم شده و حدود ۹۵٬۰۰۰ شغل به‌وجودآورد، هرچند این تقسیم ممکن بود منجر به افزایش زمان و هزینه تولید شود. برای کاهش هزینه‌های اولیه، اضافه کردن بسیاری از قابلیت‌ها به زمان پس از تولید موکول شد، هرچند این عمل نهایتاً منجر به افزایش هزینه کلی برنامه شد. تولید این هواگرد به مدت ۱۵ سال ادامه داشت و نهایت توان تولید آن در حدود ۲ فروند در ماه بود. نخستین اف-۲۲، که هواگردی برای آزمایش‌های توسعه و ساخت بود، در ۹ آوریل ۱۹۹۷ در مریتا با شماره بال ۴۰۰۱ رونمایی شد و اولین پرواز آن در ۷ سپتامبر ۱۹۹۷ انجام شد. در سال ۲۰۰۶، گروه توسعه اف-۲۲ برنده معتبرترین جایزه هوانوردی آمریکا، جایزه کولیر، شدند. با توجه به فناوری‌های پیشرفته به‌کاررفته در این هواپیما، پیمان‌کاران با حملات سایبری و سرقت فناوری مواجه بودند.
نیروی هوایی ایالات متحده در اصل در نظر داشت تا ۷۵۰ فروند از این جنگنده‌ها را با بودجه ۴۴٫۳ میلیارد دلار برای کل برنامه و بودجه ۲۶٫۲ میلیارد دلار برای مرحله تولید خریداری کرده و تولیدشان را در سال ۱۹۹۴ آغاز کند. بررسی عمده هواگرد که در سال ۱۹۹۰ و توسط وزیر دفاع وقت ایالات متحده آمریکا، دیک چینی رخ داد، این رقم را در آغاز سال ۱۹۹۶ به ۶۴۸ فروند کاهش داد. در سال ۱۹۹۷، عدم ثبات بودجه سبب کاهش تعداد کلی به ۳۳۹ فروند شد و این مقدار هم در سال ۲۰۰۳ به ۲۷۷ فروند کاهش یافت. در سال ۲۰۰۴، وزارت دفاع ایالات متحده آمریکا علی‌رغم سفارش ۳۸۱ فروندی نیروی هوایی، بار دیگر این تعداد را به ۱۸۳ فروند هواگرد عملیاتی کاهش داد. در سال ۲۰۰۶، یک برنامه تدارکاتی چندساله برای صرفه‌جویی ۱۵ میلیارد دلاری تدوین و پیاده‌سازی شد. در آن سال، تصور می‌شد که هزینه کلی برنامه برای ۱۸۳ فروند اف-۲۲برای توزیع در در هفت اسکادران، حدود ۶۲ میلیارد دلار باشد. کنگره در سال ۲۰۰۸ بودجه‌ای برای ادامه تولید اف-۲۲ تصویب کرد و پنتاگون هم ۵۰ میلیون دلار از ۱۴۰ میلیون دلار بودجه را برای خرید چهار هواگرد اضافی خرج کرد که سبب افزایش تعداد کلی سفارش‌ها به ۱۸۷ عدد شد و برنامه را به دست ریاست بعدی وزارت سپرد.
دو اف-۲۲ آزمایشی اول در قالب بلوک ۱٫۰ برای پروازهای آزمایشی ساخته شدند. هواپیمای سوم در قالب بلوک ۲٫۰ ساخته شد و کاربرد آن برای نمایش ساختار داخلی بدنه و آزمایش واردکردن بار ساختاری کامل روی هواپیما بود. شش هواپیمای آزمایشی دیگر در بلوک ۱۰ و با هدف توسعه و آزمایش بهبودها ساخته شدند؛ کیفیت دو هواپیمای آخر این بلوک در حد جت‌های عملیاتی ارزیابی شده است. ادامه تولید شامل ۳۷ هواپیمای آموزشی در بلوک ۲۰ و ۱۴۹ هواپیمای جنگی در بلوک ۳۰/۳۵ بود؛ یکی از هواپیماهای بلوک ۳۵ برای علوم پروازی در پایگاه نیروی هوایی ادواردز استفاده می‌شود.
فناوری‌های متعدد و جدید استفاده‌شده در اف-۲۲ باعث افزایش قابل‌توجه هزینه‌ها و تأخیر پروژه شده است. بسیاری از قابلیت‌ها به ارتقادادن‌های هنگام خدمت موکول شدند. این کار با وجود کاهش هزینه اولیه، باعث افزایش هزینه کلی برنامه شد. با پایان تولید در سال ۲۰۱۱، هزینه تقریبی کل برنامه ۶۷٫۳ میلیارد دلار برآورد شده است؛ ۳۲٫۴ میلیارد دلار برای تحقیقات، توسعه، آزمایش و ارزیابی و ۳۴٫۹ میلیارد دلار برای تهیه و تولید ناوگان اف-۲۲. هزینه نهایی تولید هر اف-۲۲ اضافی در سال ۲۰۰۹ حدود ۱۳۸ میلیون دلار برآورد شد.
در آوریل ۲۰۰۶، دیوان محاسبات آمریکا مقرر کرد تا هزینه هر فروند اف-۲۲ معادل ۳۶۱ میلیون دلار باشد. بودجه‌ای ۲۸ میلیارد دلاری هم برای توسعه و آزمایش در نظر گرفته شد. بر اساس تولید ۱۸۱ فروند، هزینه تهیه هر فروند در سال ۲۰۰۶ برابر ۱۷۸ میلیون دلار تخمین زده شد. در پایان فرایند تولید، ۳۴ میلیارد دلار برای تهیه و تدارکات در نظر گرفته شد و در نتیجه، هزینه کلی برنامه به ۶۲ میلیارد دلار و برای هر فروند به ۳۳۹ میلیون دلار رسید. هزینه نهایی برای تهیه هر فروند اف-۲۲ اضافی در سال ۲۰۰۹ در حدود ۱۳۸ میلیون دلار تخمین زده شد. دیوان محاسبات هزینه تخمینی تولید هر فروند اف-۲۲ در سال ۲۰۱۲ را در حدود ۴۱۲ میلیون دلار اعلام کرد.

### ممنوعیت صادرات

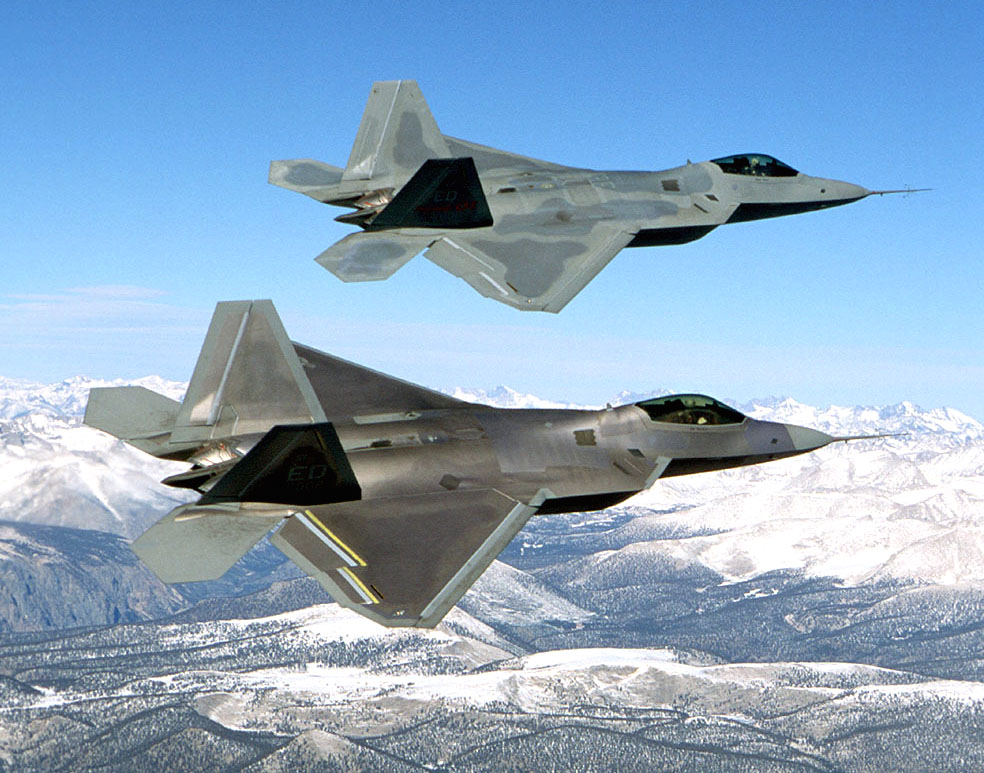
دو اف-۲۲ در مرحله آزمایش پرواز. جنگنده بالایی نخستین نمونه آزمایشی اف-۲۲ با نام رپتور ۴۰۰۱ است.

بر اساس قوانین فدرال آمریکا و برای حفاظت از فناوری‌های پنهان‌گرایانه و دیگر ویژگی‌های پیشرفته این جنگنده، صادرات اف-۲۲ ممنوع است. مشتریان جنگنده‌های آمریکایی تصمیم به خرید دیگر هواگردهای قدیمی‌تر از جمله اف-۱۵ ایگل و اف-۱۶ فایتینگ فالکن یا نمونه جدیدتر اف-۳۵ لایتنینگ ۲ گرفتند که شامل فناوری‌هایی از اف-۲۲ بوده و در عین حال ارزان‌تر، انعطاف‌پذیرتر و قابل صادرات بودند. در سپتامبر ۲۰۰۶، کنگره طرح ممنوعیت فروش برون‌مرزی اف-۲۲ را تصویب کرد. با وجود این ممنوعیت، لایحه مجوز دفاعی سال ۲۰۱۰ شامل مقرراتی بود که وزارت دفاع را ملزم به آماده‌سازی گزارشی دربارهٔ هزینه‌ها و امکان صادرات اف-۲۲ می‌کرد و گزارش دیگری هم باید در خصوص تأثیر صادرات اف-۲۲ روی صنعت هوافضای ایالات متحده آماده می‌شد.
برخی سیاستمداران و مفسران استرالیایی معتقدند که به دلیل شناخته شده بودن قابلیت‌های اف-۲۲ و تأخیر و وجود ابهام در توسعه اف-۳۵، استرالیا باید به جای خرید اف-۳۵های برنامه‌ریزی شده، اقدام به خرید اف-۲۲ نماید. با این وجود، تشخیص نیروی هوایی سلطنتی استرالیا این بود که اف-۲۲ از انجام نقش یورش و پشتیبانی هوایی نزدیک ناتوان است، در حالی که اف-۳۵ دارای این قابلیت‌هاست. دولت ژاپن هم برای انجام برنامه جایگزینی جنگنده‌های خود نسبت به خرید اف-۲۲ نظر مثبتی داشت. با توجه به گزارش‌ها، در صورت تجهیز نیروی دفاع هوایی ژاپن به اف-۲۲، این نیرو به جنگنده‌های کمتری برای انجام مأموریت‌های خود نیاز پیدا می‌کرد و همین موجب کاهش هزینه‌های کارکنان و مهندسی می‌شد. با این وجود، گزارشی در سال ۲۰۰۹ نشان داد که خرید اف-۲۲ نیازمند افزایش بودجه دفاعی به میزان بیش از یک درصد از تولید ناخالص داخلی بوده که رقمی بزرگ‌تر از حد معمول به‌شمار می‌رفت. با پایان تولید اف-۲۲، ژاپن در دسامبر ۲۰۱۱ اف-۳۵ را به عنوان جنگنده موردنظر خود برگزید. اسرائیل هم به خرید اف-۲۲ علاقه داشت اما در نهایت به دلیل قیمت و ممنوعیت صادرات اف-۲۲، سفارش خود را به اف-۳۵ تغییر داد.

### توقف تولید
در تمام دهه ۲۰۰۰، نیاز به اف-۲۲ به دلیل افزایش هزینه‌ها و نبود رقبای همسطح آن مورد بحث واقع شده بود. در سال ۲۰۰۶، مسئول محاسبات ایالات متحده، دیوید واکر، تشخیص داد که وزارت دفاع نیاز به سرمایه‌گذاری بیشتر در اف-۲۲ را «اثبات نکرده است». مخالفت‌های بعدی با این برنامه توسط وزیر دفاع وقت، دونالد رامسفلد، معاون وزیر دفاع، گوردون انگلند، سناتور جان مک‌کین و رئیس کمیته سنا در خصوص خدمات مسلح، سناتور جان وارنر صورت گرفت. برنامه اف-۲۲ در سال ۲۰۰۸ و پس از استعفای اجباری دبیر نیروی هوایی، مایکل واین و رئیس دفتر نیروی هوایی، ژنرال مایکل موزلی حامیان بانفوذ خود را از دست داد.

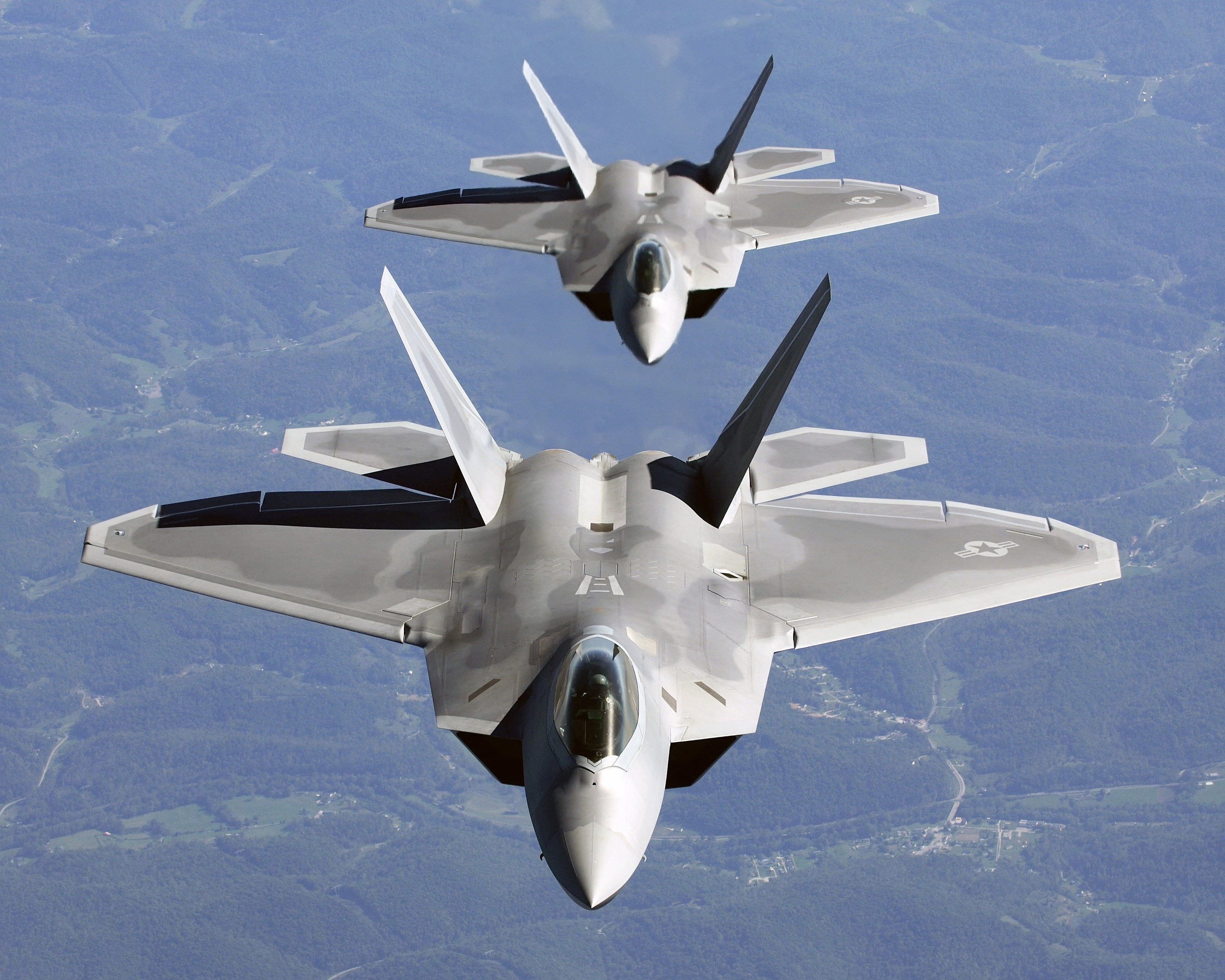
دو اف-۲۲ در آرایش دنبال کردن نزدیک

در نوامبر ۲۰۰۸، رابرت گیتس، وزیر دفاع وقت، اعلام کرد که اف-۲۲ برای درگیری‌های پس از جنگ سرد، همچون درگیری‌های عراق و افغانستان مناسب نیست. در آوریل ۲۰۰۹ و با آغاز دوران ریاست‌جمهوری باراک اوباما، وی دستور داد تا تولید اف-۲۲ در سال مالی ۲۰۱۰ به پایان رسیده و تعداد تمام جنگنده‌های تولید شده، ۱۸۷ عدد باشد. ژنرال جیمز کارترایت، معاون رئیس ستاد مشترک ارتش دلایل خود برای توقف تولید اف-۲۲ را به کمیته خدمات مسلح سنا اعلام کرد. این دلایل شامل تخصیص منابع به اف-۳۵ به جهت فراهم آوردن امکان تولید جنگنده‌های نسل پنجم برای سه شاخه خدمات نظامی ایالات متحده و حفظ خط تولید اف/ای-۱۸ جهت حفظ قابلیت‌های نظامی جنگاوری الکترونیکی در بوئینگ ئی‌ای-۱۸جی گرولر بودند. مسائل مربوط به اطمینان‌پذیری و در دسترس بودن اف-۲۲ از دیگر مشکلاتی بود که باعث برانگیختن نگرانی‌ها شد. پس از تهدید اوباما مبنی بر وتو کردن هرگونه فرایند تولید بعدی، سنا در ژوئیه ۲۰۰۹ به پذیرش تولید ۱۸۷ فروند هواگرد و توقف تولید آن رأی داد. گیتس اعلام کرد که این تصمیم با توجه به قابلیت‌های اف-۳۵ اتخاذ شده است و در سال ۲۰۱۰ تعداد اف-۲۲ مورد نیاز را با کاهش عدد آمادگی برای درگیری‌های منطقه‌ای بزرگ از دو به یک، به ۱۸۷ عدد محدود کرد. به‌طور کلی، هزینه بالای تولید، کمبود مأموریت‌های هوایی به دلیل تأخیر در برنامه تولید جنگنده‌های روسی و چینی، ممنوعیت صادرات و توسعه اف-۳۵ از عوامل دخیل در پایان تولید اف-۲۲ بودند.
در سال ۲۰۱۰، نیروی هوایی ایالات متحده پژوهشی در خصوص تشخیص هزینه نگهداری ابزارهای ساخت اف-۲۲ برای استفاده از آن در برنامه تمدید دوره خدمت انجام داد. در نتایج این پژوهش که توسط ابرشرکت رند به دست آمده تخمین زده شده که راه‌اندازی دوباره تولید و ساخت ۷۵ اف-۲۲ دیگر نیاز به بودجه ۱۷ میلیارد دلاری خواهد داشت. این مبلغ معادل ۲۲۷ میلیون دلار برای هر هواگرد است که نسبت به قیمت پیشین ۱۷۳ میلیون دلاری، ۷۷ میلیون دلار رشد داشته است. لاکهید مارتین بیان داشت که راه‌اندازی دوباره خط تولید به تنهایی ۲۰۰ میلیون دلار هزینه خواهد داشت. ابزارهای تولید و اسناد راهنمای ساخت متعاقباً در انبار ارتش سیرا ذخیره شدند تا به ابزارهای حفظ‌شده برای حمایت از چرخه عمر ناوگان کمک کند. نگهداری و حفظ ابزارها باعث ساخت اجزای اضافی خواهد شد، چون با توجه به دوره تولید محدود، هواگردی در انبارها ذخیره نشده و همین امر منجر به مراقبت قابل توجه در زمان تعمیرات شده است. در تلاش‌های بعدی برای بازیابی ابزارهای ساخت، مشخص شد که تمام مخازن و انبارها خالی هستند.

«مثل همیشه، وقتی بحث در خصوص اف-۲۲ یا هر برنامه دیگری باشد، پنتاگون نمی‌تواند بیش از نیازمان به کار ادامه بدهد.»

رابرت گیتس، وزیر دفاع، در حال صحبت در خصوص توقف تولید.
توسعه همتایان روسی و چینیِ اف-۲۲ نگرانی‌هایی را برانگیخت و در سال ۲۰۰۹، ژنرال جان کورلی، رئیس فرماندهی نبرد هوایی آمریکا اعلام داشت که ناوگانی متشکل از ۱۸۷ اف-۲۲ کافی نخواهد بود، اما گیتس نگرانی ژنرال را رد کرد. در سال ۲۰۱۱، گیتس بیان کرد که توسعه جنگنده نسل پنجم چین زمانی انجام شده که سفارش نهایی اف-۲۲ داده شده بوده و حتی با وجود تأخیر در ساخت و تحویل اف-۳۵، ایالات متحده در سال ۲۰۲۵ برتری آشکاری در زمینه هواگردهای پنهان‌کار خواهد داشت. در دسامبر ۲۰۱۱، صد و نود و پنجمین (و آخرین) اف-۲۲ از میان ۸ فروند هواگرد آزمایشی و ۱۸۷ فروند هواگرد عملیاتی، ساخته شده و در ۲ مه ۲۰۱۲ به نیروی هوایی تحویل داده شد.
در آوریل ۲۰۱۶، کمیته فرعی نیروهای تاکتیکی هوایی و زمینی کمیته خدمات مسلح مجلس نمایندگان پیشنهاد قانونی را داد که به موجب آن، نیروی هوایی مسئول انجام پژوهشی در خصوص هزینه امور مربوط به ادامه تولید اف-۲۲ شود. وزیر دفاع وقت، رابرت گیتس، سفارش را به ۱۸۷ فروند تقلیل داده بود تا سرمایه موردنیاز برای عملیات‌های غیرعادی جاری در عراق و افغانستان به دست آید. از همان زمان، قانون‌گذاران و پنتاگون هشدار دادند که سامانه‌های جنگاوری هوایی روسیه و چین در زمینهٔ برتری هوایی در حال پیشی گرفتن از رقبای آمریکایی خود بودند. لاکهید برای افزایش تعداد اف-۲۲های در دسترس، پیشنهاد داد تا ۳۶ نسخه اولیه آموزشی رپتور بلوک ۲۰ به نسخه‌های عملیاتی بلوک ۳۰/۳۵ تبدیل شوند. در ۹ ژوئن ۲۰۱۷، نیروی هوایی گزارشی به کنگره فرستاد و اعلام کرد که به دلیل مشکلات اقتصادی و عملیاتی، برنامه‌ای برای آغاز دوباره خط تولید اف-۲۲ ندارد. تخمین زده می‌شد که ساخت ۱۹۴ اف-۲۲ اضافه در حدود ۵۰ میلیارد دلار هزینه داشته باشد؛ معادل ۲۰۶–۲۱۶ میلیون دلار برای هر فروند که شامل قریب به ۹٫۹ میلیارد دلار برای هزینه شروع دوباره خط تولید و ۴۰٫۴ میلیارد دلار برای هزینه‌های تهیه جنگنده‌هاست.

### ارتقا

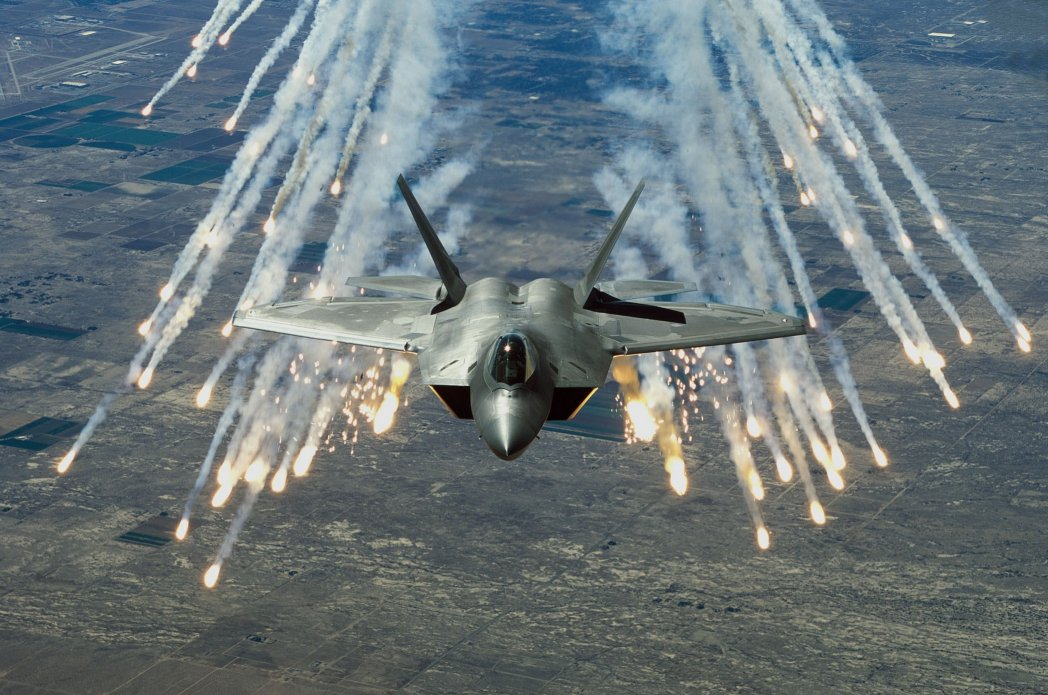
یک فروند اف-۲۲ در حال آزادسازی منوّر

نخستین هواگرد با قابلیت نبرد و با نرم‌افزار بلوک ۳٫۰ نخستین پروازش را در سال ۲۰۰۱ انجام داد. اولین برنامه ارتقا با نام اینکریمنت ۲ در سال ۲۰۰۵ روی جنگنده‌های بلوک ۲٫۰ انجام شد و امکان به‌کارگیری مهمات تهاجم مستقیم مشترک را در این جنگنده‌ها فراهم کرد. از شماره تولید ۵ به بعد، بدنه هواگرد با استاندارد ارتقایافته ای‌ان/ای‌پی‌جی-۷۷وی(۱) منطبق شد که سبب شد تا حالت‌های متفاوت حمله هوابه‌زمین با یکدیگر ترکیب شوند. گواهینامه رادار جدید در مارس ۲۰۰۷ صادر شد. اینکریمنت ۳٫۱ با استفاده از رادار دهانه ترکیبی، جهت‌یابی رادیویی، جنگ الکترونیک و بمب‌های جی‌بی‌یو-۳۹، سبب ارتقای قابلیت‌های هوابه‌زمین شد. آزمایش این نسخه در سال ۲۰۰۹ آغاز شد و نخستین هواگرد ارتقایافته در سال ۲۰۱۱ تحویل داده شد. برای حل مشکلات تنفسی در خلبان‌ها، ناوگان اف-۲۲ از سال ۲۰۱۲ با یک سامانه پشتیبانی اکسیژن خودکار و سامانه پشتیبان حیاتِ اصلاح‌شده تجهیز شدند. در سال ۲۰۱۳، دریچه‌های معیوب در جلیقه پرواز جایگزین شدند و محدودیت‌های ارتفاع کاهش پیدا کرد؛ محدودیت فاصله‌ای هم پس از نصب سامانه تنفسی پشتیبان برطرف شدند. در آوریل ۲۰۱۴، نیروی هوایی ایالات متحده در جلسه شهادت در کنگره اعلام کرد که نصب سامانه‌های تنفسی پشتیبان خودکار روی ناوگان اف-۲۲ در دوازده ماه قابل تکمیل است.

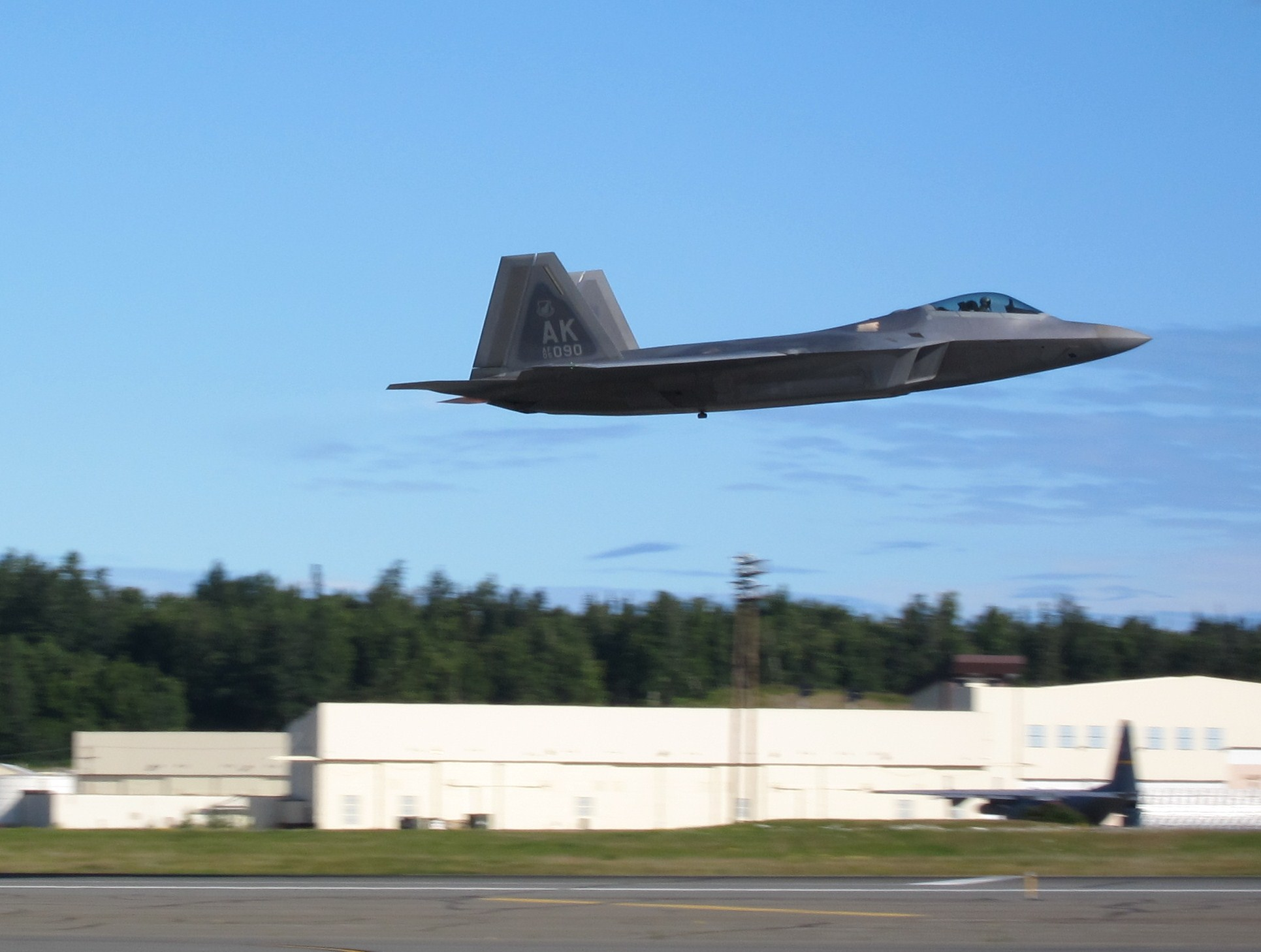
یک فروند اف-۲۲ در حال بلند شدن از سطح زمین

اینکریمنت ۳٫۲ یک فرایند ارتقای دو مرحله‌ای بود؛ ۳٫۲ای روی جنگاوری الکترونیک، ارتباطات و شناسایی متمرکز بود، در حالی‌که ۳٫۲بی شامل ارتقای موقعیت‌یابی و سامانه مدیریت مخزن جدید بود تا نمادهای صحیح ایم-۹ سایدوایندر و ایم-۱۲۰ آمرام را به نمایش بگذارد و به این ترتیب، اف-۲۲ امکان بهره‌برداری حداکثری از این سلاح‌ها را داشته باشد. برای فعال‌سازی ارتباطات دوطرفه با دیگر سکوها، اف-۲۲ قادر به استفاده از گره ارتباطی هوابرد میدان جنگ به عنوان نوعی درگاه است. سامانه پیوند داده چندمنظوره پیشرفته به دلیل عدم رشد کامل سامانه در این نسخه قرار نگرفت. دریافت اینکریمنت ۳٫۲بی و ارتقای قابلیت‌های رمزنگاری و ثبات اویونیک برای مه ۲۰۱۹ برنامه‌ریزی شده است. یک «فرمان تاکتیکی» از نیروی هوایی شامل ارتقای نصب سامانه چندمنظوره مشترک توزیع اطلاعات به‌جای بسته فعلی لینک-۱۶، که فقط قابلیت دریافت پیام‌ها را داشت، است و انتظار می‌رود که این ارتقا تا سال ۲۰۲۰ به پایان برسد. ارتقای بعدی همچنین روی سکوی اویونیک باز تمرکز دارد تا پیشرفت‌های آینده با سرعت بیشتری اتفاق بیفتند.
پیش‌بینی شده که در سال ۲۰۲۴، بودجه لازم برای آغاز ارتقای میان‌دوره‌ای اف-۲۲ تخصیص داده شود. انتظار می‌رود این ارتقا شامل حسگرهای نسل بعد، سخت‌افزار و آنتن‌های نو، ارتقای کابین خلبان و کلاه خلبان ارتقایافته دارای صفحه نمایش و سامانه نشانه‌گیری باشد. دیگر پیشرفت‌های در حال توسعه شامل عملکرد جستجو و ردیابی فروسرخ برای شناساگر پرتاب موشک ای‌ان/ای‌ای‌آر-۵۶ و قابلیت‌های رادارگریزی پایدارتر بر اساس اف-۳۵ هستند.
اف-۲۲ برای دوره خدمت ۳۰ ساله یا ۸٬۰۰۰ ساعت پرواز طراحی شده و با «برنامه تکمیل سازه‌ها» با هزینه‌ای معادل ۳۵۰ میلیون دلار همراه شده است. تحقیقاتی در خصوص انجام ارتقایی برای تمدید دوره خدمت مفید این جنگنده‌ها در دست انجام است. انتظار می‌رود که اف-۲۲ در دراز مدت و در دهه ۲۰۳۰ میلادی با یک جنگنده نسل ششم جایگزین شود.

## طراحی

### خلاصه

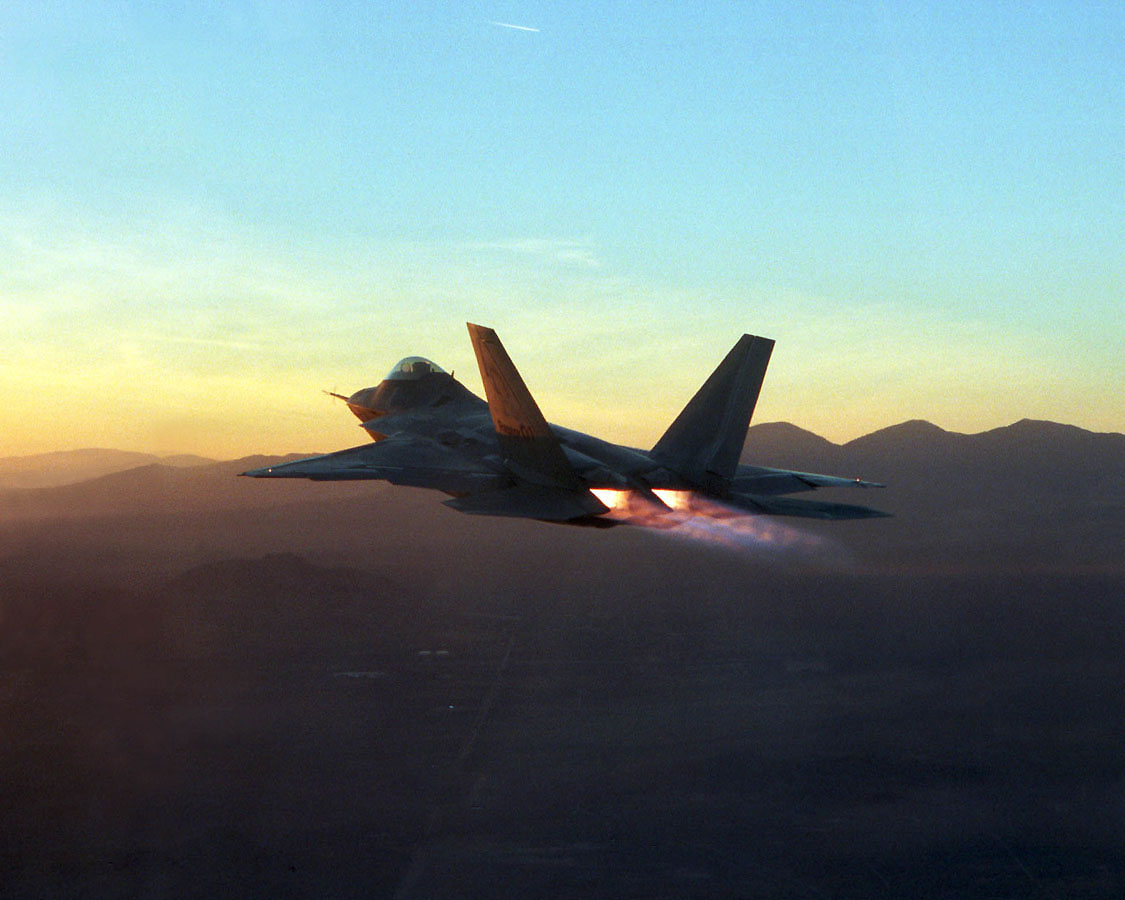
اف-۲۲ در حالت پس‌سوز کامل و در حال پرواز با موتور اف۱۱۹ در وضعیت آزمایشی.

اف-۲۲ رپتور یک جنگنده نسل پنجم است که از نظر نیروی هوایی ایالات متحده در رده نسل چهارم فناوری هواگرد پنهان‌کار قرار می‌گیرد. این جنگنده، نخستین هواگرد عملیاتی با قابلیت ترکیب پرواز ابرپیمایشی، قابلیت مانور بالا، رادارگریزی و ترکیب حسگرها در یک سکوی اسلحه است. رپتور دارای چهار بال، سه چرخ برای فرود و بال سه‌گوش با لبه رو به عقب است. سطوح کنترل پرواز شامل پیش‌بال، شهپر، سکان روی تثبیت‌کننده‌های عمودی و دم افقی کاملاً متحرک است. برای کاهش سریع سرعت، شپهرها به بالا می‌شکنند و سکان‌ها به طرف خارج خم می‌شوند تا کشش افزایش یابد.
این هواگرد از موتور دوگانه توربوفن پرت اند ویتنی اف۱۱۹ استفاده می‌کند که با فناوری تراست وکتورینگ و دینامیک پرواز دوبعدی با دامنه ۲۰± درجه ساخته شده است و هر موتور حداکثر رانش ۳۵٬۰۰۰ پوند-نیرو (۱۵۶ کیلونیوتون) دارد. نسبت رانش به وزن اف-۲۲ در حالت نبرد معمولی تقریباً برابر با حالت حداکثر قدرت نظامی است و در حالت پس‌سوز کامل، این نسبت برابر ۱٫۲۵ است. تخمین زده شده که نهایت سرعت این هواگرد بدون موارد جانبی نصب‌شده در حالت قدرت نظامی برابر ۱٫۸۲ و در حالت پس‌سوز برابر ۲ ماخ باشد.
سرعت کروز بالای اف-۲۲ و ارتفاع عملیاتی بالاتر از حد معمول آن، تأثیر حسگرها و سامانه‌های تسلیحاتی این هواپیما را ارتقا داده و باعث افزایش امکان دوام‌آوردن هواگرد در برابر پدافندهای زمینی همچون موشک سطح‌به‌هوا شده است. اف-۲۲ از معدود هواگردهایی است که قابلیت ابرپیمایشی را داراست و همچنین از تنها جنگنده‌هایی است که می‌تواند سرعت زبرصوت را بدون استفاده از پس‌سوزهای ناکارآمد بنزینی حفظ کند؛ به این ترتیب، هواگردهای زیرصوت سرعت کافی برای رسیدن به آن را نخواهند داشت و هواگردهای متکی بر پس‌سوز هم با مشکل کمبود بنزین مواجه خواهند شد و اف-۲۲ می‌تواند بدون پیش آمدن خطر به این اهداف حمله کند. قابلیت‌های رانش و آیرودینامیک اف-۲۲، سرعت معمول نبرد آن را در ارتفاع ۵۰٬۰۰۰ فوت (۱۵٬۰۰۰ متر) به ۱٫۵ ماخ رسانده‌اند. استفاده از محفظه سلاح در این هواگرد باعث عملکرد نسبتاً بهتر آن از بسیاری از جنگنده‌های مخصوص نبرد شده است، چرا که نیروی پسار از محفظه‌های اضافه روی بال به آن وارد نمی‌شود. بدنه اف-۲۲ شامل مقدار زیادی مواد مستحکم است تا در برابر تنش و گرمای حاصل از پایدار نگه‌داشتن پرواز زبرصوت مقاومت کند. آلیاژهای تیتانیوم و کامپوزیتها به‌ترتیب ۳۹٪ و ۲۴٪ از وزن بدنه هواگرد را تشکیل می‌دهند.
آیرودینامیک بودن رپتور، توانایی تغییر ارتفاع بدون مشکل و موتورهای تراست وکتورینگ قدرتمند آن، قابلیت دور زدن راحت و انجام مانورهایی با آلفای (زاویه حمله) بسیار بالا همچون مانور هربست و کبرای پوگاچو را به آن داده است. این جنگنده همچنین می‌تواند آلفاهای بیش از °۶۰ را در حال داشتن کنترل نسبی روی گردش انجام دهد. سامانه کنترل پرواز هواگرد رایانه‌ای و قابلیت کنترل دیجیتالی کامل موتور، مقاومت حرکتی هواگرد را افزایش داده و آن را قابل کنترل کرده‌اند و بدین ترتیب، خلبان قابلیت هدایت سبک‌بارانه هواگرد را به دست می‌آورد.

### اویونیک
بخش‌های اصلی اویونیک این جنگنده شامل سامانه جنگاوری الکترونیک ای‌ان/ای‌ال‌آر-۹۴ سندرز/جنرال الکتریک، ردیاب پرتاب موشک فروسرخ و فرابنفش ای‌ان/ای‌ای‌آر-۵۶ لاکهید مارتین و رادار نوع آرایه اسکن الکترونیکی‌شده فعال ای‌ان/ای‌پی‌جی-۷۷ متعلق به نورثروپ گرومن/تگزاس اینسترومنتس هستند. ردیاب پرتاب موشک از شش حسگر برای فراهم آوردن پوشش همه‌جانبه فروسرخ استفاده می‌کند. سامانه ای‌ال‌آر-۹۴ پیچیده‌ترین بخش تکنیکی نصب‌شده روی هواگرد است. این سامانه یک شناساگر رادار غیرفعال با بیش از ۳۰ آنتن ترکیب‌شده با بال‌ها و بدنه برای پوشش همه‌جانبهٔ گیرنده هشدار رادار است. برد این شناساگر (بیش از ۲۵۰ مایل دریایی) از برد رادار بیشتر بوده و می‌تواند امواج رادار را محدود به پرتوهای باریک (کمتر از °۲ تا °۲ در سمت و ارتفاع) برساند تا رادارگریزی را افزایش دهد. بسته به نوع تهدید شناسایی‌شده، سامانه‌های دفاعی می‌توانند خلبان را در انجام سریع اقدامات متقابل همچون آزادسازی منوّر یا خاشه یاری کنند. ای‌ال‌آر-۹۴ می‌تواند به عنوان سامانه ردیابی غیرفعال با قابلیت یافتن اهداف و فراهم آوردن اطلاعات کافی برای قفل راداری روی هدف استفاده شود. ارتباطات تاکتیکی میان اف-۲۲ها با استفاده از سامانه اختصاصی و بسیار امن پیوند درون‌پروازی داده انجام می‌شود.

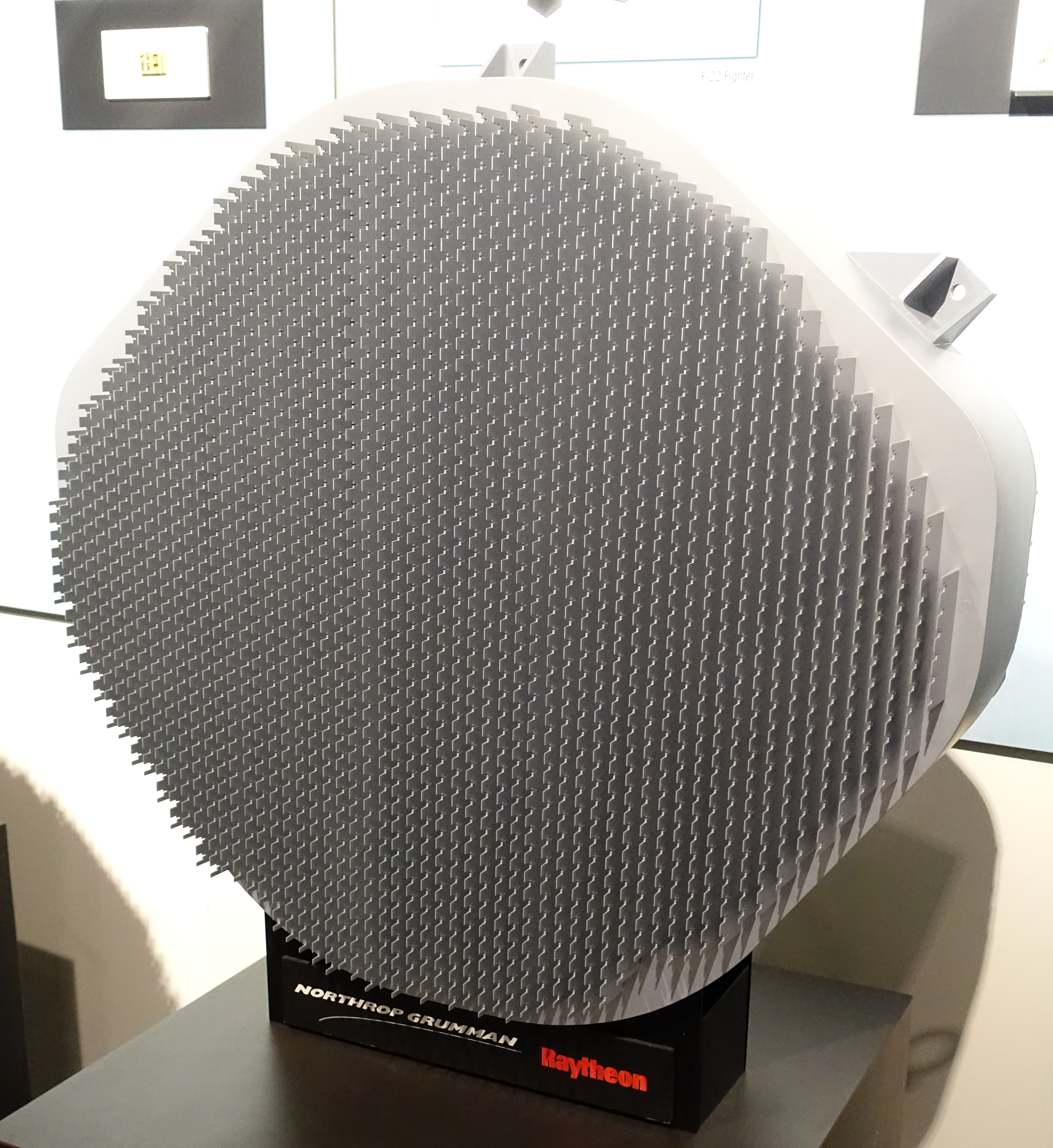
رادار ای‌ان/ای‌پی‌جی-۷۷

رادار ای‌ان/ای‌پی‌جی-۷۷ دارای آرایه اسکن الکترونیکی‌شده با دهانه فعال و قابلیت رؤیت کم است که می‌تواند در هر وضعیت آب‌وهوایی، چندین هدف را دنبال کند. همچنین امواج این رادار می‌تواند روی وارد کردن بار اضافی به حسگرهای دشمن متمرکز شود. بسامد این رادار بیش از ۱٬۰۰۰ بار در ثانیه تغییر می‌کند تا احتمال رهگیری هواگرد توسط رادارها پایین بیاید و برد تخمینی آن در برابر یک هدف ۱۱ فوت مربعی (۱ متر مربع)، ۱۲۵–۱۵۰ مایل (۲۰۱–۲۴۱ کیلومتر) و در برابر پرتوهای باریک ۲۵۰ مایل (۴۰۰ کیلومتر) یا بیشتر است. از شماره تولید ۵، تمام اف-۲۲ها مجهز به ای‌ان/ای‌پی‌جی-۷۷وی۱ شدند که عملکرد کامل نقشه‌کشی هوابه‌زمین (رادار دهانه ترکیبی با وضوح بالا، نشانه‌گذاری و دنبال‌کردن اهداف متحرک زمینی، نشانه‌گذاری و تشخیص خودکار، شناسایی نبرد و بسیاری از قابلیت‌های پیشرفته دیگر) را برای هواگرد به ارمغان می‌آورد. اطلاعات رادار، ارتباطات، جهت‌یابی و شناسایی توسط دو پردازنده مجتمع و مشترک ریتیون پردازش می‌شوند که هر کدام قادر به پردازش بالغ بر ۱۰٫۵ میلیارد دستورالعمل در ثانیه هستند. در فرایندی با نام ترکیب حسگرها، داده‌های رادار، حسگرهای مختلف و سامانه‌های اضافه توسط پردازنده‌ها فیلتر و ترکیب شده و تبدیل به یک دید مشترک می‌شوند و حجم کار خلبان را کاهش می‌دهند.
قابلیت عملکرد نزدیک به میدان نبرد اف-۲۲، ویژگی‌های تشخیص و شناسایی تهدیدها را در حد بوئینگ آرسی-۱۳۵ به این هواگرد عطا کرده و ویژگی عمل به عنوان یک «مینیآواکس» را با وجود ضعیف‌تر بودن رادارها از نمونه‌های اصلی، به آن بخشیده است. به‌لطف این ویژگی، اف-۲۲ می‌تواند به‌سرعت هواپیماهای متحد را نشانه‌گذاری کند. این سامانه رادار گاهی می‌تواند اهداف را «بسیار سریع‌تر از آواکس» تشخیص دهد. گذرگاه بی فایروایر توسعه‌داده‌شده برای اف-۲۲ از نمونه پایه و تجاری این سامانه ریشه گرفته‌بود. در سال ۲۰۰۷، رادار اف-۲۲ در نقش فرستنده و گیرنده بی‌سیم داده آزمایش شد و توانست ۵۴۸ مگابیت داده را در ثانیه ارسال کرده و سرعت دریافت در مقیاس گیگابیت را به ثبت برساند. این میزان، بسیار سریع‌تر از سامانه لینک ۱۶ است.
نرم‌افزار اف-۲۲ از حدود ۱٫۷ میلیون خط کد تشکیل شده که بیشتر آن برای پردازش داده‌های رادار استفاده می‌شود. مایکل واین، وزیر پیشین نیروی هوایی ایالات متحده، استفاده از ایدا توسط وزارت دفاع را به دلیل هزینه‌تراشی و ایجاد تأخیر در بسیاری از پروژه‌های نظامی از جمله اف-۲۲ مورد انتقاد قرار داد. طبیعت مجتمع قابلیت‌های اویونیک، ارتقای جنگنده را با چالش مواجه کرده است؛ در نتیجه، مهندسی سامانه‌باز برای انجام ارتقای بعدی این جنگنده در نظر گرفته شده است. در سال ۲۰۰۹، جان لمن، دبیر پیشین نیروی دریایی، اف-۲۲ را مصون از حملات سایبری تشخیص داد و دلیل آن را هم عمر نرم‌افزار آی‌بی‌ام دانست.

### کابین خلبان

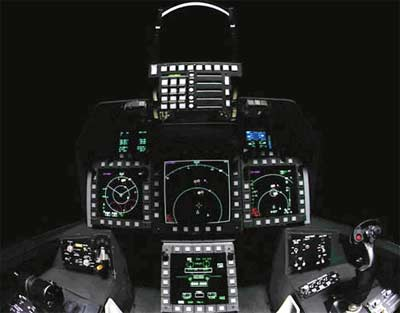
کابین خلبان اف-۲۲، نشان‌گر دستگاه‌ها، نمایشگرها و اهرم به طرف بالا (پایین چپ)

اف-۲۲ دارای کابین شیشه‌ای خلبان با دستگاه‌های پرواز کاملاً دیجیتالی است. سامانه هاد تک‌رنگ این هواگرد، زاویه دید وسیعی را ارائه داده و به عنوان دستگاه هدایت پرواز اصلی عمل می‌کند؛ اطلاعات هم روی ال‌سی‌دیهای شش‌رنگ نمایش داده می‌شوند. ابزارهای اصلی هدایت پرواز این هواگرد، یک سکان جانبی حساس به نیرو و یک جفت اهرم است. در آغاز، نیروی هوایی ایالات متحده قصد داشت تا ابزارهای هدایت با ورودی مستقیم صدا را در هواگرد پیاده‌سازی کند، اما در نهایت از لحاظ فنی پرخطر تشخیص داده شده و کنار گذاشته‌شد. طول آسمانه تقریباً ۱۴۰ اینچ، عرض آن ۴۵ اینچ و ارتفاعش ۲۷ اینچ (۳۵۵، ۱۱۵ و ۶۹ سانتی‌متر) هستند و وزن آن ۳۶۰ پوند است. از آن‌جا که طرح اولیهٔ آسمانه به‌جای ۸۰۰ ساعت مورد نیاز، تنها ۳۳۱ ساعت وقت گرفت، این طرح بازطراحی شد.
اف-۲۲ دارای عملکرد رادیویی مجتمع است و سامانه‌های پردازش سیگنال آن در عوض جای‌گرفتن در واحد سخت‌افزاری جدید، مجازی هستند. گزارش‌های متعددی از عدم وجود قابلیت ارتباط اف-۲۲ با دیگر هواگردها گزارش شده؛ در این گزارش‌ها، امکان ارتباط صوتی تأیید و تبادل داده رد شده است.
سامانه صفحه‌کلیدی به نام «صفحه کنترل مجتمع» برای وارد کردن داده‌های خلبان خودکار، ناوبری و ارتباطات وجود دارد. دو نمایشگر در اطراف صفحه کنترل مجتمع برای نمایش داده‌های مشاوره‌ای یا هشدارهای مجتمع، داده‌های ارتباطی، ناوبری و شناسایی و نمایش میزان سوخت موجود و دستگاه‌های در حالت آماده‌باش پرواز به کار می‌روند. این دستگاه‌ها می‌توانند یک افق مجازی را برای خلبان طراحی کنند. نمایشگر اصلی چندمنظوره ۸ اینچ در ۸ اینچ (۲۰ در ۲۰ سانتی‌متر) زیر صفحه کنترل مجتمع واقع شده و برای مسیریابی و ارزیابی موقعیت به کار گرفته می‌شود. سه نمایشگر جانبی چندمنظوره ۶٫۲۵ در ۶٫۲۵ اینچ (۱۵٫۹ در ۱۵٫۹ سانتی‌متر) در اطراف نمایشگر اصلی چندمنظوره قرار گرفته و برای نمایش اطلاعات تاکتیکی و مدیریت فضا به کار گرفته می‌شوند.
صندلی‌پران این هواگرد نسخه‌ای از نوع آکس ۲ (مخفف طرح پیشرفته صندلی‌پران) است که به‌طور معمول در هواگردهای نیروی هوایی ایالات متحده به کار گرفته می‌شود و کنترل‌گر خروج در وسط آن نصب شده است. اف-۲۲ دارای یک سامانه پشتیبان حیات پیچیده همراه با سامانه تولید اکسیژن همراه، لباس خلبانی محافظ و تنظیم‌کننده ضدگرانش تنفس است. تنظیم‌کننده ضدگرانشی، دارای دریچه‌ای برای کنترل جریان و فشار در ماسک و لباس خلبان است. لباس خلبان تحت پروژه فناوری پیشرفته لباس ضدگرانش تولید شده و در برابر خطرات شیمیایی و زیستی و غوطه‌وری در آب سرد مقاوم است. این لباس قادر است تا در ارتفاع بالا، نیروی گرانش و فشار پایین را مهار کرده و تعادل و آسودگی حرارتی را به ارمغان بیاورد. به دنبال مجموعه‌ای از مشکلات مربوط به هیپوکسی، سامانه اکسیژن پشتیبان و دریچه جدیدی در لباس پرواز در سامانه پشتیبان حیات گنجانده شد.

### تسلیحات

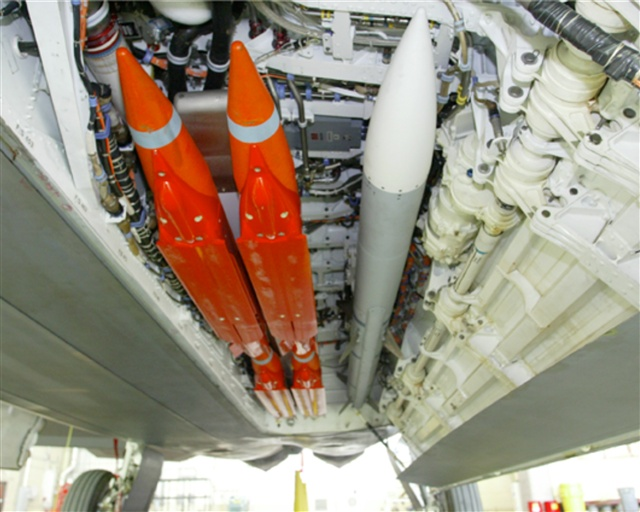
یک موشک ایم-۱۲۰ آمرام (راست) و چهار بمب جی‌بی‌یو-۳۹ اس‌دی‌بی (چپ) در محفظه سلاح اصلی اف-۲۲

اف-۲۲ دارای سه محفظه سلاح داخلی است: یک محفظه اصلی بزرگ در زیر بدنه، و دو محفظه کوچک‌تر در دو طرف بدنه و در اطراف محل تنفس موتور. محفظه اصلی از وسط دو قسمت شده و می‌تواند شش پرتاب‌گر مدل ال‌ای‌یو-۱۴۲-ای را برای پرتاب موشک‌هایی با برد خارج از افق دید حمل کند. هر کدام از محفظه‌های کوچک‌تر، می‌توانند یک ال‌ای‌یو-۱۴۱/ای را برای پرتاب موشک‌های کوتاه‌برد حمل کنند. چهار تا از پرتاب‌گرهای محفظه اصلی می‌توانند با دو قفسه بمب جایگزین شوند. هر قفسه، می‌تواند یک بمب ۱٬۰۰۰ پوندی (۴۵۰ کیلوگرم) یا چهار بمب ۲۵۰ پوندی (۱۱۰ کیلوگرم) را حمل کند. حمل داخلی تسلیحات، به پنهان‌کاری هواگرد کمک کرده و باعث کاهش اثر کشش هوا می‌شود. در هنگام پرتاب موشک، دو بازوی هیدرولیک به موشک برای خروج از محفظه فشار آورده و در محفظه در زیر یک ثانیه باز می‌شود. دلیل طراحی این سازوکار، کاهش آسیب‌پذیری هواگرد در برابر تشخیص داده‌شدن و همچنین پرتاب موشک در زمان پرواز با سرعت‌های بالاست.

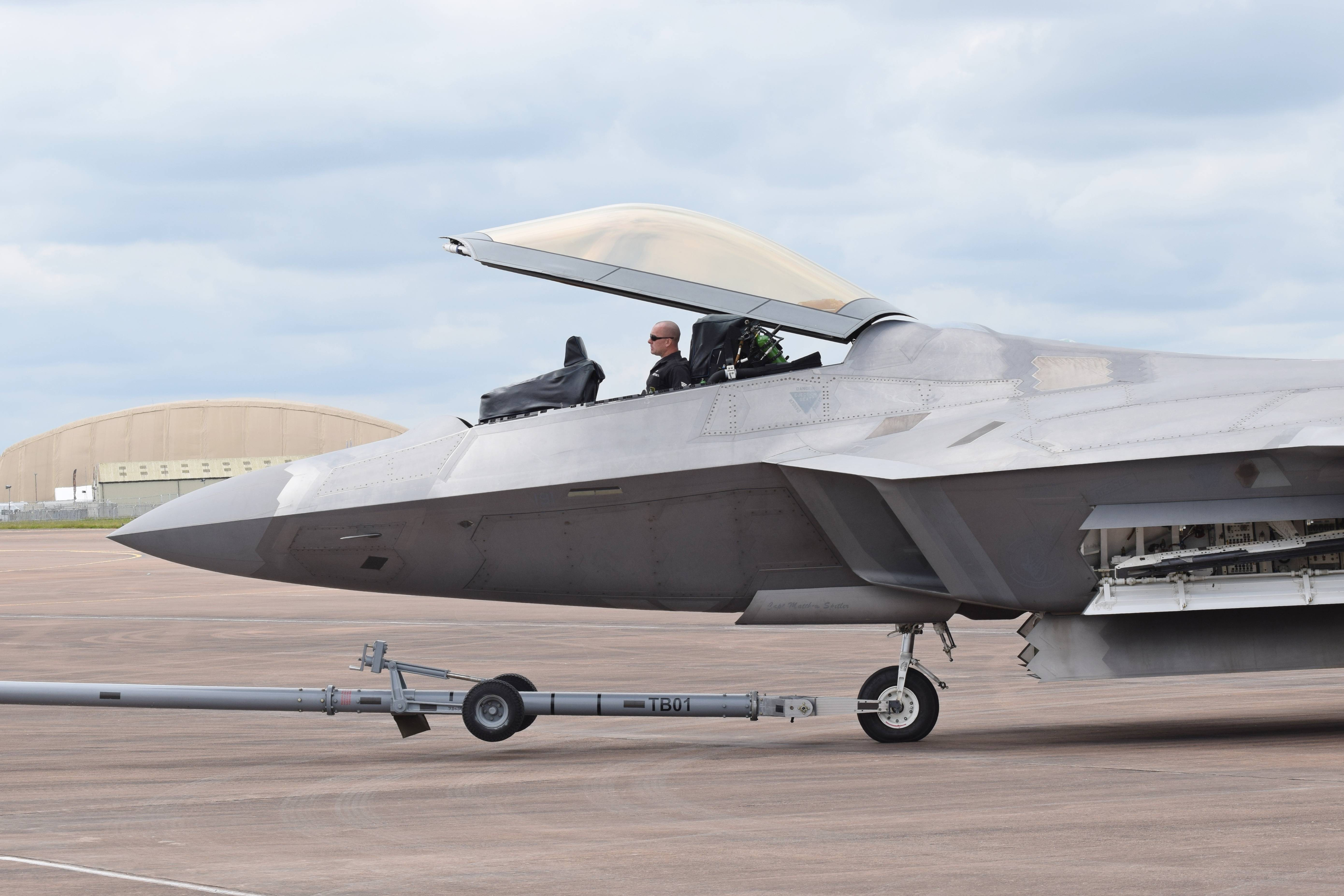
نمای جلویی بدنه اف-۲۲

اف-۲۲ قابلیت حمل اسلحه‌های هوابه‌سطح همچون بمب‌هایی با ویژگی هدایت از راه قابلیت مهمات تهاجم مستقیم مشترک و بمب‌هایی با قطر کم را دارد، اما امکان تنظیم اسلحه‌های هدایت لیزری برای این جنگنده فراهم نیست. میزان مهمات قابل‌حمل هوابه‌سطح محدود به ۲٬۰۰۰ پوند (۹۱۰ کیلوگرم) است. یک ام۶۱ والکان ۲۰ میلی‌متری با قابلیت چرخش درون بال راست تعبیه شده و لوله سلاح آن با یک در جمع‌شونده پوشیده‌شده تا پنهان‌کاری افزایش یابد. طرحی از جهت شلیک این سلاح روی نمایشگر خلبان نمایش داده می‌شود.
افزایش سرعت و ارتفاع رپتور به افزایش برد مفید مهمات آن منجر می‌شود و در این حالت، برد موشک‌های ایم-۱۲۰ آمرام آن نسبت به حالت عادی، ۵۰٪ افزایش پیدا کرده و برد مفید مهمات تهاجم مستقیم مشترک به‌کارگرفته‌شده در اف-۲۲، حداقل دو برابر حالت عادی است. در مراحل آزمایش، یک نمونه اف-۲۲ یک جی‌بی‌یو-۳۲ با قابلیت مهمات تهاجم مستقیم مشترک را از ارتفاع ۵۰٬۰۰۰ پا (۱۵٬۰۰۰ متر) و در حالی که سرعت آن ۱٫۵ ماخ بود، پرتاب کرد و به وسیله آن، هدفی در فاصله ۲۴ مایلی (۳۹ کیلومتر) را نابود کرد.

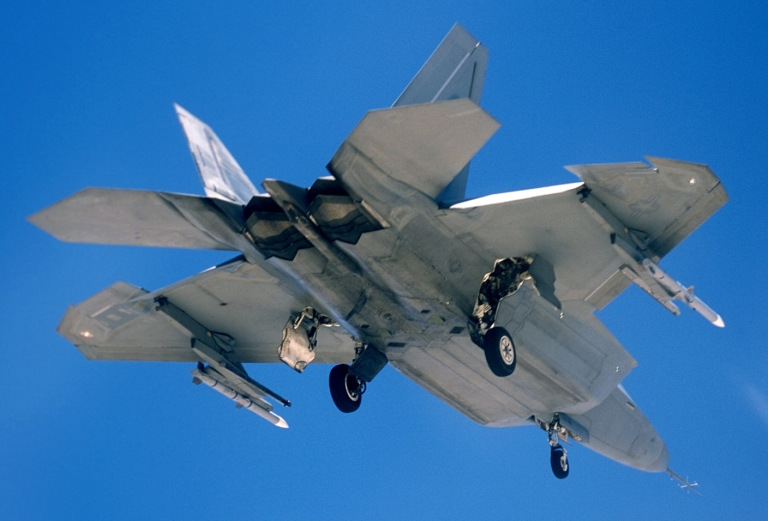
یک اف-۲۲ با سلاح‌های خارجی نصب‌شده روی آن.

سلاح‌های اف-۲۲ معمولاً درون آن حمل می‌گردند، اما بال‌ها هم محلی برای قرار گرفتن تسلیحات داشته و هر یک، می‌تواند ۵٬۰۰۰ پوند (۲٬۳۰۰ کیلوگرم) وزن تحمل کند. محفظه‌ای قابل جداسازی حاوی ۶۰۰ گالون (۲٬۲۷۰ لیتر) بنزین اضافه یا پرتاب‌گری با قابلیت نگهداری دو موشک هوا به هوا می‌تواند روی هر یک از این نقاط نصب شود و دو بخش داخلی دارای لوله‌کشی‌هایی برای انتقال بنزین هستند. استفاده از این فضای اضافی، باعث کاهش پنهان‌کاری و افت عملکرد سینماتیک هواگرد می‌شود، به همین دلیل، با خالی شدن این فضا، نگهدارنده آن هم قابل جداسازی است تا پنهان‌کاری و عملکرد سینماتیک به حالت اول خود برگردد. در میانه دهه ۲۰۰۰، توسعه نوعی محفظه خارجی دارای ویژگی پنهان‌کار در دست انجام بود.

### پنهان‌کاری

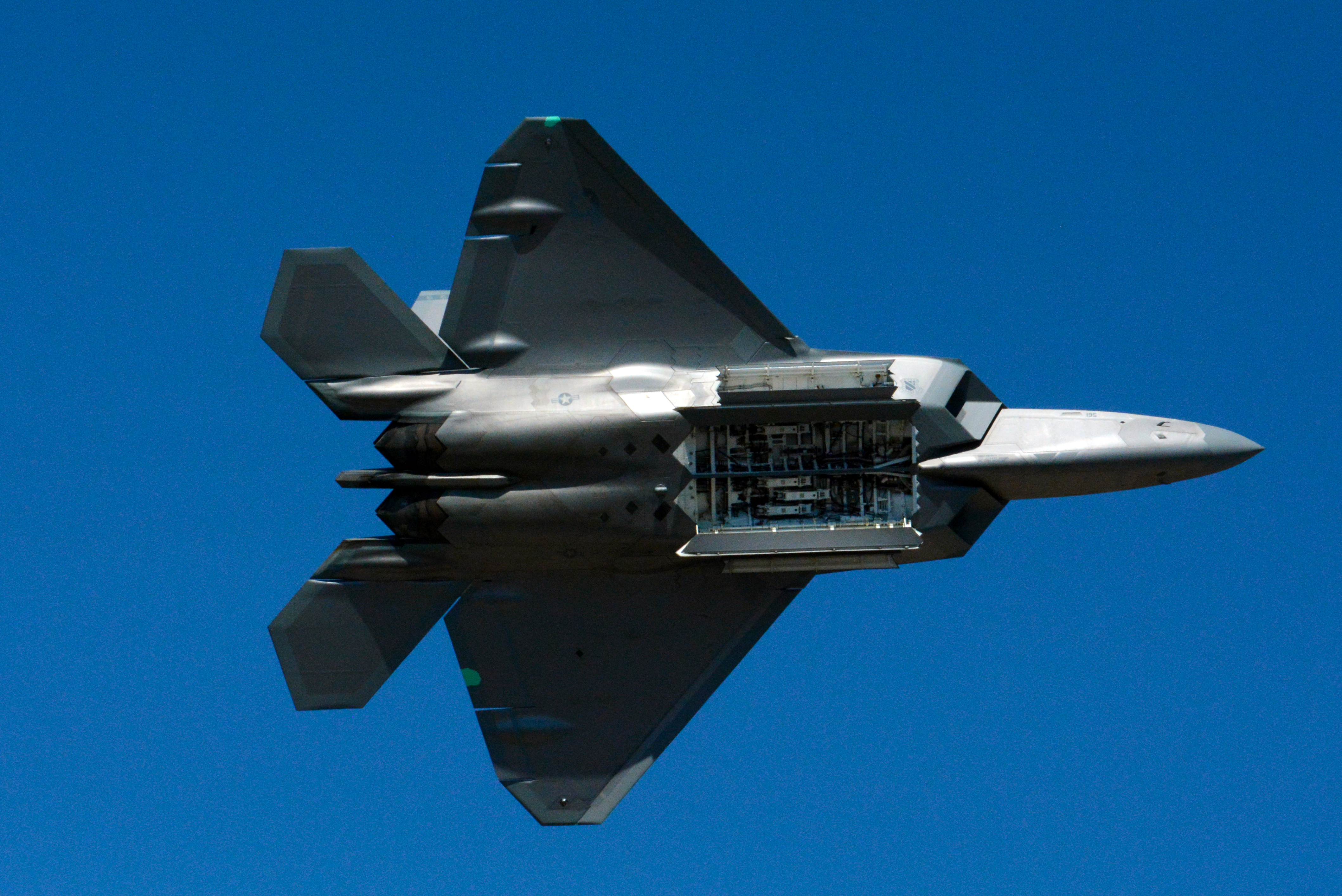
برای پنهان‌کاری، اف-۲۲ اسلحه‌ها را در محفظه داخلی حمل می‌کند. درهای محفظه‌های اصلی و کناری باز هستند؛ شش عدد موشک ال‌ای‌یو-۱۴۲/ای آمرام با پرتاب‌گر عمودی، در تصویر قابل‌مشاهده هستند.

طراحی اف-۲۲ طوری است که شناسایی و رهگیری آن توسط رادار را بسیار مشکل کند. با هدف کاهش سطح مقطع راداری، شکل بدنه تغییر یافته است. برای مثال، لبه‌های هواگرد مورد بازطراحی قرار گرفته، از مواد جاذب رادار استفاده شده و به جزئیاتی همچون لولاها و کلاه خلبان دقت شده تا بازتاب راداری نداشته باشند. طراحی اف-۲۲ به‌گونه‌ای انجام شده تا امواج رادیویی، رد فروسرخ و رد آکوستیک را کاهش دهد و در کنار آن، امکان دیده‌شدن هواگرد با چشم غیرمسلح را هم کم کند. موتور تراست وکتورینگ تخت این هواگرد، امواج فروسرخ را با هدف کاهش تهدید آشیانه‌یابی فروسرخ توسط موشک‌های سطح‌به‌هوا یا موشک‌های هوابه‌هوا کاهش می‌دهد. سرمایش بازیابی لبه حمله با هدف مدیریت گرمای حاصل از پرواز ابرپیمایشی و طرح خاص بدنه، از دیگر موارد انجام‌گرفته در جهت کاهش رد فروسرخ هستند.
در مقایسه با طرح‌های پنهان‌کار و رادارگریز پیشین مثل اف-۱۱۷، اف-۲۲ وابستگی کمتری به مواد جاذب رادار، که نیاز شدیدی به نگهداری داشته و به وضعیت بد آب‌وهوایی، بسیار حساس هستند، دارد. بر خلاف بی-۲، که نیازمند آشیانه با آب‌وهوای کنترل‌شده است، اف-۲۲ می‌تواند در خط پرواز یا در آشیانه‌ای معمولی، تعمیر شود. اف-۲۲ دارای سامانه ارزیابی رد است و به وسیله آن، در زمان خرابی رد رادار و نیازمندی آن به تعمیرات، هشدارهایی را ارسال می‌کند. با وجود طبقه‌بندی‌شده بودن اطلاعات دقیق سطح مقطع راداری این جنگنده، لاکهید مارتین در سال ۲۰۰۹ اطلاعاتی را منتشر کرد که نشان می‌داد سطح مقطع راداری این هواگرد از زوایای خاصی، برابر با ۰٫۰۰۰۱ متر مربع (۴۰ دسی‌بل) است؛ این میزان برای یک رادار، معادل میزان بازتاب یک «تیله فولادی» است. حفظ ویژگی‌های پنهان‌کاری این هواگرد، می‌تواند میزان مأموریت‌پذیری اف-۲۲ را تا حد ۶۲–۷۰٪ کاهش دهد.
نیروی هوایی ایالات متحده در بیانیه‌ای، این هواگرد را جزء مهمی از قدرت تاکتیکی هوایی این نیرو توصیف کرد. بیانیهٔ نیروی هوایی بیان می‌داشت که اف-۲۲ با تمام جنگنده‌های پیشین متفاوت است و قابلیت‌های رادارگریزی، عملکرد آیرودینامیک و آگاهی موقعیتی آن، عملکرد بی‌سابقه‌ای به این جنگنده داده است.
اندازه‌گیری اثربخشی ویژگی‌های پنهان‌کارانه این هواگرد، دشوار است. میزان سطح مقطع راداری جنگنده، اندازه‌گیری محدودی است که فقط ناحیه جلویی و کناری هواگرد را از دید یک رادار ثابت پوشش می‌دهد. زمانی که هواگرد در حال مانور دادن در آسمان باشد، مجموعه کاملاً متفاوتی از زوایا و سطوح را به نمایش می‌گذارد که به‌صورت بالقوه، میزان تشخیص‌پذیری توسط رادار را افزایش می‌دهند. علاوه بر این، طراحی پنهان‌کارانه اف-۲۲ و مواد جاذب رادار آن، عمدتاً در برابر رادارهایی با بسامد بالا مقاوم‌اند. اثر پراکندگی رایلی و تشدید باعث شده تا رادارهایی با بسامد پایین همچون رادارهای هواشناسی، با توجه به اندازه آن احتمال بیشتری در تشخیص اف-۲۲ داشته باشند. با این وجود، این رادارها باعث جلب توجه شده، به امواج ناخواسته الکترونیکی حساس‌اند و دقت پایینی دارند. علاوه بر این، با وجود این‌که تشخیص ضعیف یا سریع توسط رادار ممکن است مدافعان را از وجود هواگردی پنهان‌کار آگاه کند، تصویربرداری قابل‌اعتماد از جنگنده کاری بسیار مشکل‌تر است. به گفته نیروی هوایی ایالات متحده، یک اف-۲۲، یک فروند اف-۴ فانتوم ۲ که در حال تعقیب یک پهپاد آمریکایی بود را با وجود حضور رادار مطلع الفجر، بر فراز خلیج فارس غافل‌گیر کرد.

## تاریخچه عملیاتی

### نام‌گذاری و آزمایش

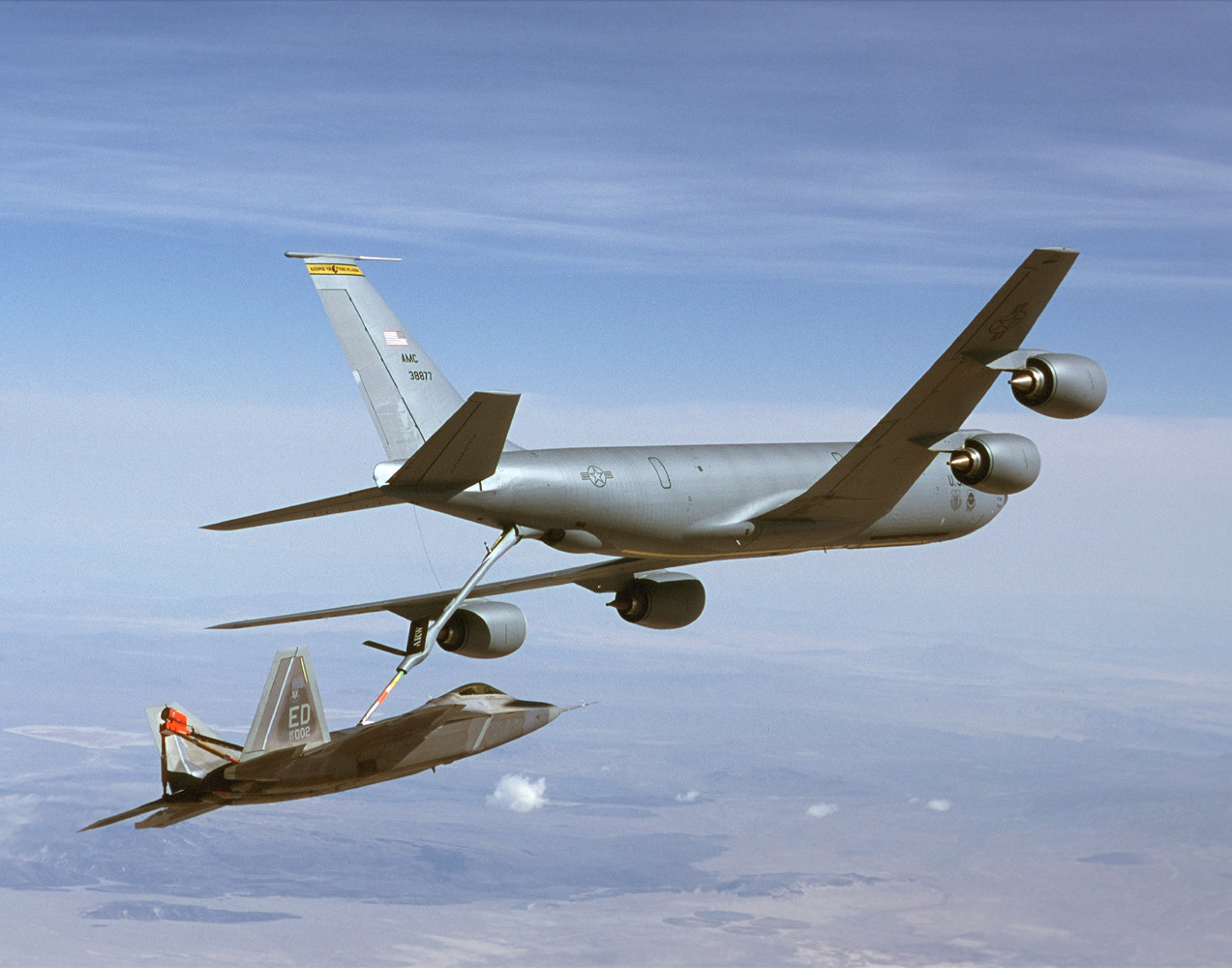
یک اف-۲۲ در حال سوختگیری از یک بوئینگ کی‌سی-۱۳۵ استراتوتانکر در مراحل آزمایش. زائده پشتی هواگرد، برای کنترل چرخش استفاده می‌شود.

نام غیررسمی اصلی وای‌اف-۲۲، «لایتنینگ ۲» بود که قرار بود ادامه نسل لاکهید پی-۳۸ لایتنینگ، که در جنگ جهانی دوم به کار گرفته شده بود، باشد. این نام تا نیمه دهه ۱۹۹۰ پابرجا بود، اما نیروی هوایی در نهایت نام رسمی «رپتور» را بر این هواگرد گذاشت؛ هرچند نام «لایتنینگ ۲» سپس روی اف-۳۵ لایتنینگ گذاشته شد. «سوپراستار» و «راپیر» از دیگر نام‌هایی بودند که برای مدتی کوتاه، برای این جنگنده در نظر گرفته شده بود. در سپتامبر ۲۰۰۲، نیروی هوایی نام رسمی رپتور را با توجه به نام مک‌دانل داگلاس اف/ای-۱۸ هورنت به اف/ای-۲۲ تغییر داد. هدف دیگر این تغییر نام، پررنگ کردن ویژگی حمله زمینی هواگرد در میان بحث‌های درگرفته بر سر نقش جنگنده بود. نام‌گذاری اف-۲۲ در هنگام شروع دوره خدمت آن و در دسامبر ۲۰۰۵، مورد بازبینی قرار گرفت.
آزمایش پرواز اف-۲۲ در سال ۱۹۹۷ و با رپتور ۴۰۰۱، نخستین جنگنده آزمایشی، آغاز شد و هشت اف-۲۲ آزمایشی دیگر هم در مراحل آزمایش در پایگاه نیروی هوایی ادواردز استفاده شدند. دو هواگرد آزمایشی نخست، برای آزمایش کیفیت پروازی، مراحل آزمایشی اولیه، نیروی محرک، عملکرد و جدایی مخازن مورد استفاده قرار گرفتند. سومین هواگرد، که اولین نمونه دارای بخش داخلی هم بود، برای آزمایش بار ساختاری، مانور بالا و پایین و یکپارچگی مهمات تهاجم مستقیم مشترک استفاده شد. دو اف-۲۲ فاقد قابلیت پرواز هم برای آزمایش بار ثابت و میزان فرسودگی به کار گرفته شدند. نمونه‌های آزمایشی بعدی هم اویونیک، ارتباطات/مسیریابی/شناسایی و میزان قابل‌مشاهده بودن هواگرد را مورد آزمایش قرار دادند. رپتور ۴۰۰۱ در سال ۲۰۰۱ از پرواز بازنشسته و در پی آن، به پایگاه نیروی هوایی رایت-پترسون فرستاده شد تا برای آزمایش‌های بقا همچون آزمایش آتش و آموزش‌های تعمیر خرابی نبرد مورد استفاده قرار گیرد. دیگر اف-۲۲های آزمایشی برای آزمایش بهبودها و به عنوان نمونه‌های آزمایشی تعمیرات استفاده شدند. نخستین هواگرد تولیدی در ژانویه ۲۰۰۳ برای گذراندن آزمایش‌های اولیه عملیاتی و ارزیابی به پایگاه نیروی هوایی نلیس واقع در نوادا تحویل داده شد.
در مه ۲۰۰۶، گزارشی منتشر شد که نشان می‌داد بخش تیتانیومی جلویی بدنه اف-۲۲ با مشکلی مواجه است که از مدیریت گرمای معیوب ریشه گرفته بود. این مشکل، منجر به شکل‌پذیری کمتر از حد ۸۰ اف-۲۲ شده و طول‌عمر این بخش را به صورت بالقوه کاهش داده بود. تغییرات و وارسی‌هایی برای بازیابی طول‌عمر موردانتظار بخش جلویی، اعمال شده است.
در اوت ۲۰۰۸، یک اف-۲۲ اصلاح‌نشده از اسکادران آزمایش پرواز ۴۱۱، نخستین سوخت‌گیری هوابه‌هوا از هواگردی دیگر را با استفاده از بنزین مصنوعی جت انجام داد. این آزمایش، بخشی از تلاش‌های وسیع‌تر نیروی هوایی ایالات متحده برای اصلاح هواگردها به گونه‌ای بود که بتوانند از بنزینی مخصوص، ترکیبی ۵۰/۵۰ از جی‌پی-۸ و بنزین با منشأ گاز طبیعی تولیدشده در فرایند فیشر–تروپش، استفاده کنند. در سال ۲۰۱۱، یک اف-۲۲ توانست با استفاده از بنزین با ۵۰٪ سوخت زیستی نشأت‌گرفته از کتان‌کش، با سرعت زبرصوت پرواز کند.

### ورود به خدمت

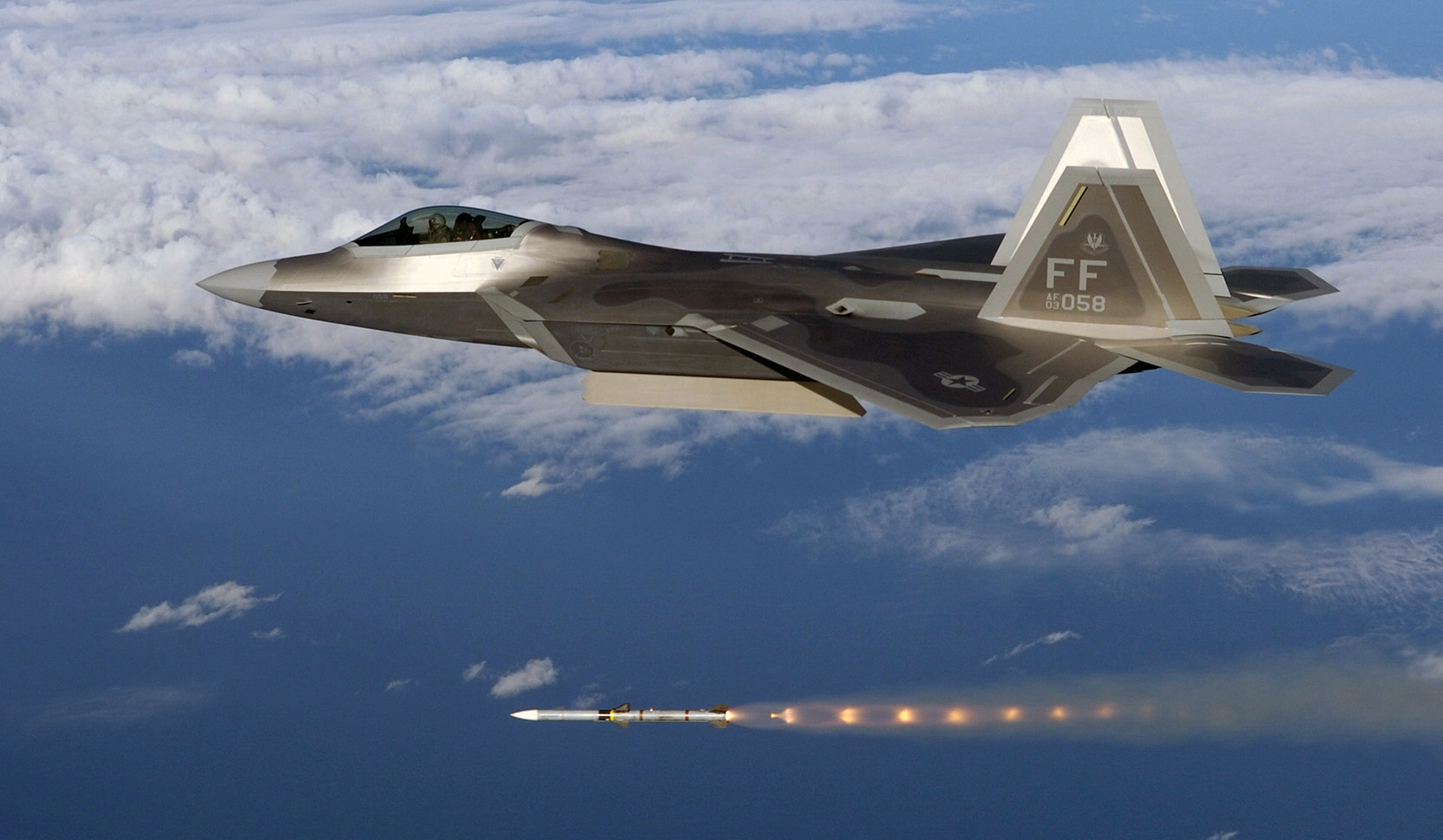
یک اف-۲۲ در حال شلیک یک موشک ایم-۱۲۰ آمرام

در دسامبر ۲۰۰۵، نیروی هوایی اعلام کرد که اف-۲۲ با موفقیت از پس قابلیت‌های اولیه عملیاتی برآمده است. در جریان رزمایش لبه شمالی در آلاسکا در ژوئن ۲۰۰۶، ۱۲ اف-۲۲ از اسکادران ۹۴، توانستند بدون تلفات، ۱۰۸ دشمن فرضی را نابود کنند. در رزمایش پرچم قرمز در فوریه ۲۰۰۷، ۱۴ اف-۲۲ از اسکادران ۹۴ با حمایت از دیگر نیروهای آبی (دوست)، پشتیبانی هوایی نزدیک را فراهم کردند. در نبرد با نیروهای قرمز (دشمن) که متشکل از اف-۱۵ و اف-۱۶ بود، ۶–۸ اف-۲۲ پیروزی هوایی را به دست آورده و نظارت الکترونیکی هوایی را فراهم آوردند. هیچ‌کدام از جنگنده‌ها به دلیل تعمیرات یا دیگر خرابی‌ها مجبور به بازگشت نشد و فقط یک اف-۲۲ در برابر نیروهای شکست‌خورده دشمن، گم‌شده در نظر گرفته شد.
اف-۲۲ در دسامبر ۲۰۰۷ قابلیت عملیاتی کامل را پیدا کرد. این وضعیت، به دنبال اعلام رسمی ژنرال جان کورلی از فرماندهی نبرد هوایی، اعلام شد. او بیان داشت که چندین اف-۲۲ در سه نیروی مختلف ایالات متحده، کاملاً عملیاتی هستند. به دنبال این جریان، در بازرسی آمادگی عملیاتی انجام‌گرفته در آوریل ۲۰۰۸، این نیروها رتبه «عالی» را در تمام زمینه‌ها دریافت کردند. نسبت نابودگری شبیه‌سازی‌شده این جنگنده‌ها، ۰–۲۲۱ بود.

### نگهداری و آموزش
هر هواگرد نیازمند یک برنامه نگهداری و تعمیراتی سه‌هفته‌ای فشرده پس از ۳۰۰ ساعت پرواز است. پوشش پنهان‌کار اف-۲۲ به‌گونه‌ای طراحی شده تا نسبت به هواگردهای پنهان‌کار پیشین، استحکام و مقاومت بیشتری در برابر آب‌وهوا داشته باشد. با این وجود، در زمان فرستاده شدن اف-۲۲های اولیه به گوآم در سال ۲۰۰۹، پوشش پنهان‌کارانه این نمونه‌ها همچنان با مشکلاتی در برابر باران و رطوبت روبه‌رو بود. سامانه پنهان‌کاری و مخصوصاً پوشش آن، حدود یک‌سوم زمان تعمیر را به خود اختصاص می‌دهند. پوشش‌هایی الهام‌گرفته از پوشش اف-۳۵ با هدف کاهش هزینه‌های نگهداری، در نسخه‌های طراحی و نصب شد. تعمیر و نگهداری از اف-۲۲ در مجموعه لجستیک اوگدن ایر واقع در پایگاه نیروی هوایی هیل، یوتا صورت می‌گیرد.
اف-۲۲ در سال ۲۰۱۵، برای حدود ۶۳٪ از موقعیت‌ها آماده بود. این میزان نسبت به سال ۲۰۰۵، بیش از ۴۰٪ افزایش یافته بود. مدت تعمیر در برابر مدت پرواز هم در سال ۲۰۰۹ از مقدار اولیه ۳۰ ساعت به ۱۰٫۵ ساعت ارتقا یافته بود. این مقدار، کمتر از حد موردنیاز (۱۲ ساعت) بود. مدت پرواز خلبان در برابر مدت پرواز هم در سال ۲۰۱۴ برابر ۴۳ ساعت بود. در زمان معرفی، میانگین زمان بین خرابی اف-۲۲ برابر با ۱٫۷ ساعت بود که کوتاه‌تر از مدت موردنیاز ۳ ساعت بود؛ این مقدار در سال ۲۰۱۲ به ۳٫۲ ساعت افزایش یافت. در سال ۲۰۱۹، هزینه هر ساعت پرواز این جنگنده برابر با ۳۵٬۰۰۰ دلار بود.
برای کاهش هزینه‌های عملیاتی و افزایش عمر خدمت اف-۲۲، آموزش برخی خلبانان با استفاده از شبیه‌ساز پرواز انجام می‌گیرد و آموزش در برابر دشمن هم با استفاده از نورثروپ تی-۳۸ تالون صورت می‌گیرد. به دلیل اندازه کوچک ناوگان، تعداد هواپیماهای ذخیره برای جایگزینی محدود است.

### استقرار

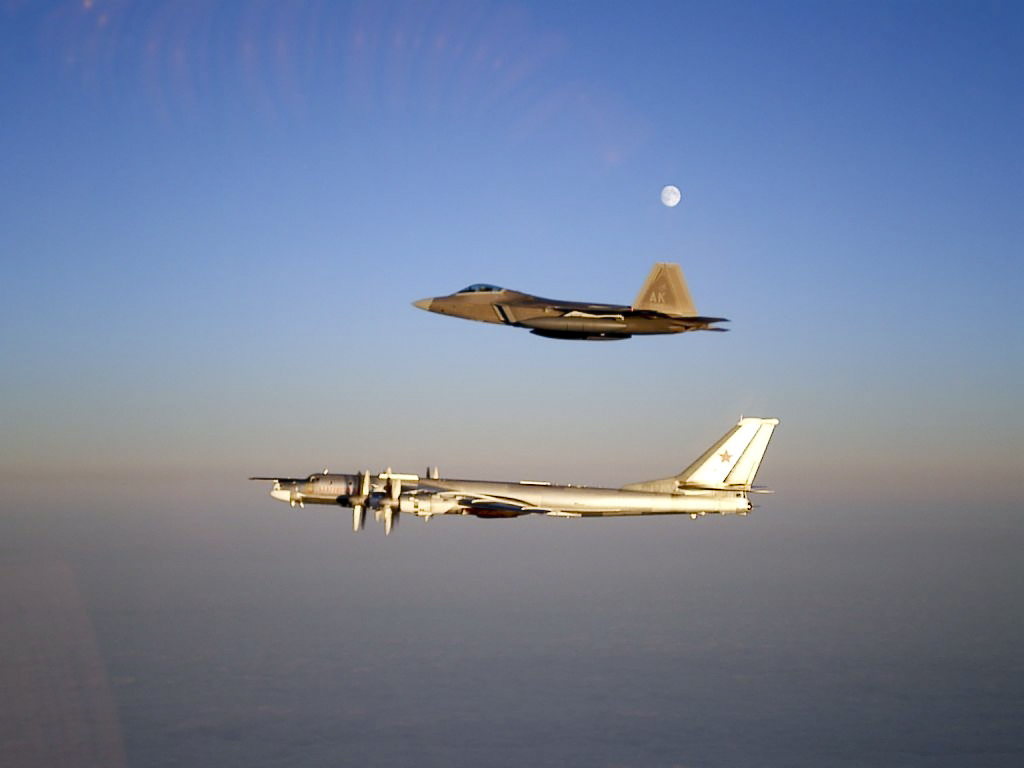
یک اف-۲۲ متعلق به پایگاه هوایی المندورف واقع در آلاسکا در حال دنبال کردن یک توپولف-۹۵ روسی در نزدیکی مرز آمریکا

جنگنده‌های اف-۲۲ بیشتر در پایگاه هوایی کادنا واقع در اوکیناوا، ژاپن استقرار یافته‌اند. در فوریه ۲۰۰۷ و در نخستین مأموریت فرامرزی اف-۲۲ برای استقرار در پایگاه هوایی کادنا، سامانه نرم‌افزاری شش اف-۲۲ از اسکادران ۲۷ که از پایگاه نیروی هوایی هیکام واقع در هاوایی پرواز کرده بودند، در هنگام گذر از خط روزگردان، با خرابی‌های متعددی روبه‌رو شد. پس از سوخت‌گیری هوایی، هواگردها به هاوایی بازگشتند. در عرض ۴۸ ساعت، خطا برطرف شده و مأموریت ادامه یافت. ناوگان اف-۲۲ در رزمایش‌های تمرینی کره جنوبی و مالزی حضور داشته است.
در نوامبر ۲۰۰۷، اف-۲۲های اسکادران ۹۰ در پایگاه نیروی هوایی المندورف واقع در آلاسکا، از طرف فرماندهی دفاع هوافضای آمریکای شمالی مأمور دنبال کردن دو بمب‌افکن توپولف-۹۵ روسی شدند. از آن زمان، ناوگان اف-۲۲ وظیفه فراهم آوردن مراقبت برای بمب‌افکن‌های توپولف-۱۶۰ را هم بر عهده داشته است.
گیتس، وزیر دفاع وقت، نخست استقرار ناوگان اف-۲۲ در خاورمیانه در سال ۲۰۰۷ را نپذیرفت، اما نخستین استقرار این گونه در این ناحیه در سال ۲۰۰۹ و در پایگاه هوایی الظفره واقع در امارات متحده عربی صورت گرفت. در آوریل ۲۰۱۲، این ناوگان همچنان در الظفره قرار داشت؛ فاصله این پایگاه با ایران کمتر از ۲۰۰ مایل بود. وزیر دفاع وقت ایران، احمد وحیدی، این استقرار را نوعی تهدید امنیتی خواند. در مارس ۲۰۱۳، نیروی هوایی ایالات متحده اعلام کرد که یک اف-۲۲ با هشدار به یک فروند مک‌دانل داگلاس اف-۴ فانتوم ۲ ایرانی بر فراز آب‌های خلیج فارس که در ۱۶ مایلی یک ام کیو-۱ پرداتور قرار داشته، آن را از این پهپاد دور کرده است.
در ژوئن ۲۰۱۴، ناوگان اف-۲۲ از اسکادران ۱۹۹ متعلق به گارد ملی هوایی هاوایی، به مالزی فرستاده شد تا در رزمایش کوپ تائوفان در سال ۲۰۱۴ که توسط نیروهای هوایی اقیانوس آرام و نیروی هوایی سلطنتی مالزی اداره می‌شد، شرکت کند.

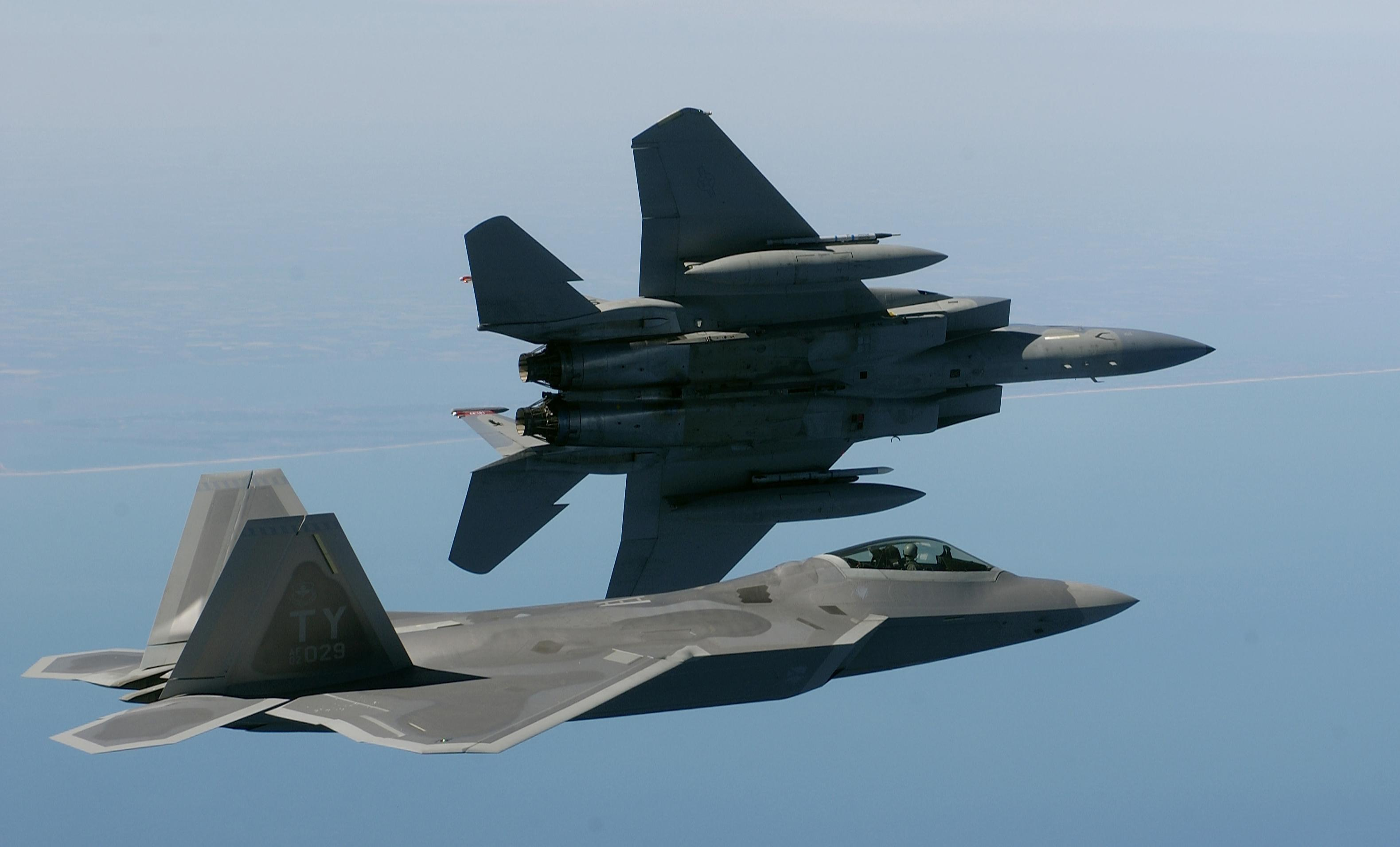
پرواز یک اف-۲۲ از اسکادران ۴۳ در کنار یک اف-۱۵ ایگل از اسکادران ۲۷ در سال ۲۰۰۵.

در ۲۲ سپتامبر ۲۰۱۴، ناوگان اف-۲۲ نخستین نبردشان را در جریان مداخله آمریکا در سوریه انجام دادند. این جنگنده‌ها با بمب‌های ۱٬۰۰۰ پوندی هدایت‌شده با جی‌پی‌اس به مواضع داعش در نزدیکی سد تیشرین حمله کردند. تا ژانویه ۲۰۱۵، جنگنده‌های اف-۲۲ سه درصد از هواگردهای موجود در عملیات‌های عمده برون‌مرزی ارتش آمریکا علیه داعش را تشکیل می‌دادند. ژنرال مایک هاستیج از فرماندهی نبرد هوایی ایالات متحده، بیان داشت که این جنگنده در جریان این مأموریت، «بی‌نظیر» عمل کرده است. در بین سپتامبر ۲۰۱۴ و ژوئیه ۲۰۱۵، ناوگان اف-۲۲، ۲۰۴ پرواز بر فراز سوریه داشت و در این مدت، ۲۷۰ بمب را روی حدود ۶۰ مکان ریخت. در ۲۳ ژوئن ۲۰۱۵، یک جفت اف-۲۲ نخستین مأموریت پشتیبانی هوایی نزدیک این جنگنده را پس از دریافت درخواستی برای پشتیبانی هوایی به نیروهای متحد، انجام دادند. با وجود این حملات، نقش اصلی اف-۲۲ در عملیات، جمع‌آوری اطلاعات جاسوسی، نظارت و شناسایی بود.
در اواخر سال ۲۰۱۴، نیروی هوایی در حال آزمایش طرح استقرار سریع بود. چهار اف-۲۲ و یک بوئینگ سی-۱۷ برای پشتیبانی هم در این آزمایش شرکت داشتند. نخستین آزمایش طرح در سال ۲۰۰۸ و توسط دو اف-۲۲ صورت گرفته بود. هدف این آزمایش برای اف-۲۲ این بود که این جنگنده‌ها بتوانند در عرض ۲۴ ساعت، آماده پرواز شده و در نبرد حاضر شوند. چهار اف-۲۲ در اوت همان سال در پایگاه هوایی اسپنگدالم در آلمان، پایگاه هوایی لسک واقع در لهستان و در سپتامبر ۲۰۱۵ در پایگاه هوایی آماری در استونی مستقر شدند تا با متحدان ناتو آموزش ببینند.
در ۱۹ اوت ۲۰۱۶، دو اف-۲۲ در پی حمله نیروی هوایی سوریه به نیروهای کرد تحت پشتیبانی ایالات متحده در درون و اطراف شهر، به دو سوخو-۲۴ سوری بر فراز حسکه هشدار دادند. در نوامبر ۲۰۱۷، تعدادی اف-۲۲ در کنار چند بی-۵۲، کارخانه‌ها و انبارهای تولید و ذخیره تریاک در مناطق تحت کنترل طالبان در افغانستان را بمباران کردند.
ناوگان اف-۲۲ در حمله ایالات متحده به نیروهای هوادار دولت در شرق سوریه در ۷ فوریه ۲۰۱۸ هم نقش داشت.

### مشکلات عملیاتی

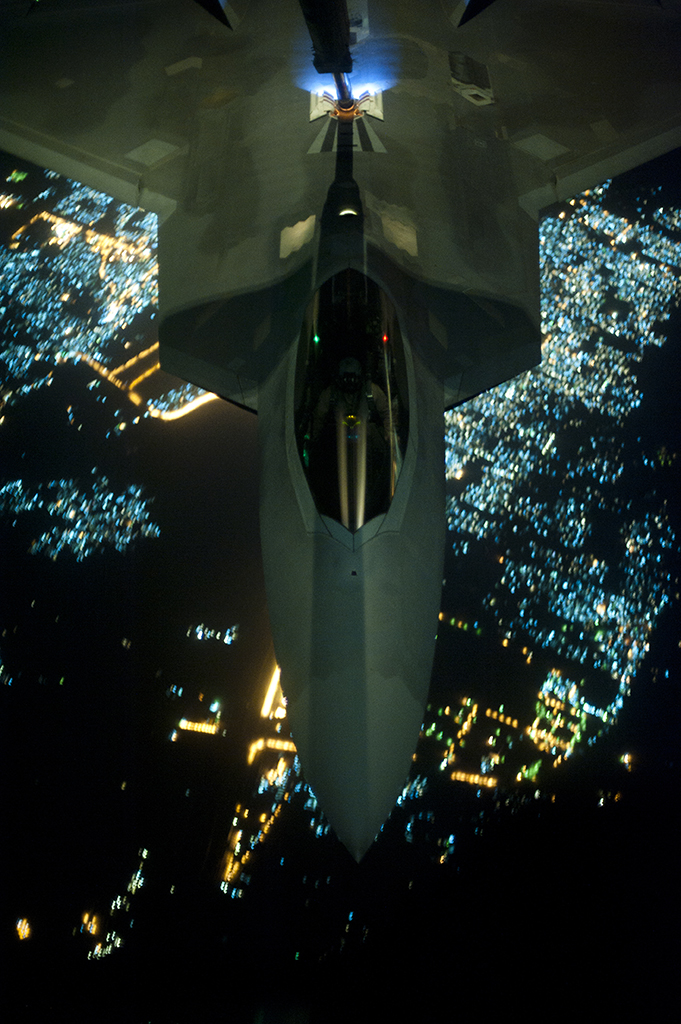
سوخت‌گیری هوایی یک فروند اف-۲۲ پیش از عملیات ضربتی در سپتامبر ۲۰۱۴ در سوریه

اف-۲۲ با مشکلات عملیاتی روبه‌رو بوده و بعضی از آنان باعث زمین‌گیر شدن تمام ناوگان این جنگنده‌ها شده است. حیاتی‌ترین مشکل، کاهش سطح هوشیاری ذهنی خلبانان و علایمی مثل از هوش رفتن، از دست رفتن حافظه، تغییر شدید خلق‌وخوی و تغییرات عصبی بوده است. آن‌ها همچنین مشکلاتی همچون اختلال در تنفس پایدار و سرفه‌های مزمن را هم تجربه کرده‌اند. تعدادی از دلایل احتمالی این مشکلات پیدا شده است، این دلایل احتمالی شامل قرار گرفتن در معرض عوامل شیمیایی مضر از لوله‌های تنفسی، اشکال در عملکرد لباس ضدفشار، اثرات جانبی حاصل از اکسیژن‌رسانی در غلظت بالاتر از جو و اختلال در سامانه اکسیژن‌رسانی هستند. ناوگان اف-۲۲ در سال ۲۰۱۱ به‌مدت ۴ ماه زمین‌گیر شد تا این مشکلات برطرف شوند، اما گزارش‌های مربوط به مشکلات تنفسی پس از آن هم ادامه داشتند.
در سال ۲۰۰۵، گروهی از متخصصان نیروی هوایی ایالات متحده چندین پیشنهاد را برای برطرف‌کردن مشکلات تنفسی ارائه کردند. این پیشنهادها در سال ۲۰۱۲ مورد توجه واقع شدند و بر اساس گزارش‌ها، نیروی هوایی نصب نمایشگر نوار مغزی روی کلاه‌های خلبانان را به عنوان یک راه‌حل در نظر گرفته است. در ژوئیه ۲۰۱۲، پنتاگون به این نتیجه رسید که حداقل دو منشأ احتمالی علائم شبههیپوکسی، یک دریچه فشار روی لباس پرواز و یک فیلتر هوای کربنی بوده که در هنگام پرواز در ارتفاع بالا، مشکل‌ساز شده‌اند. پرواز در مسافت‌های طولانی ادامه یافت، اما ارتفاع آن تا زمان اعمال اصلاحات محدود شد. فیلترهای کربنی با نمونه‌ای دیگر جایگزین شدند تا تماس ذرات کربنی با شش‌ها کاهش یابد. دریچه تنظیم‌کننده و ضدفشار تنفسی، که وظیفه پرباد کردن لباس خلبان در حرکات در شتاب گرانشی بالا را بر عهده داشت، معیوب شناخته شد، چراکه لباس خلبان را به میزان ناخواسته‌ای پرباد می‌کرد و سبب اختلال در تنفس خلبان می‌شد. سامانه تولید اکسیژن همراه هم در حرکات در شتاب گرانشی بالا، سطح اکسیژن را به‌طرز غیرمنتظره‌ای کاهش می‌داد.

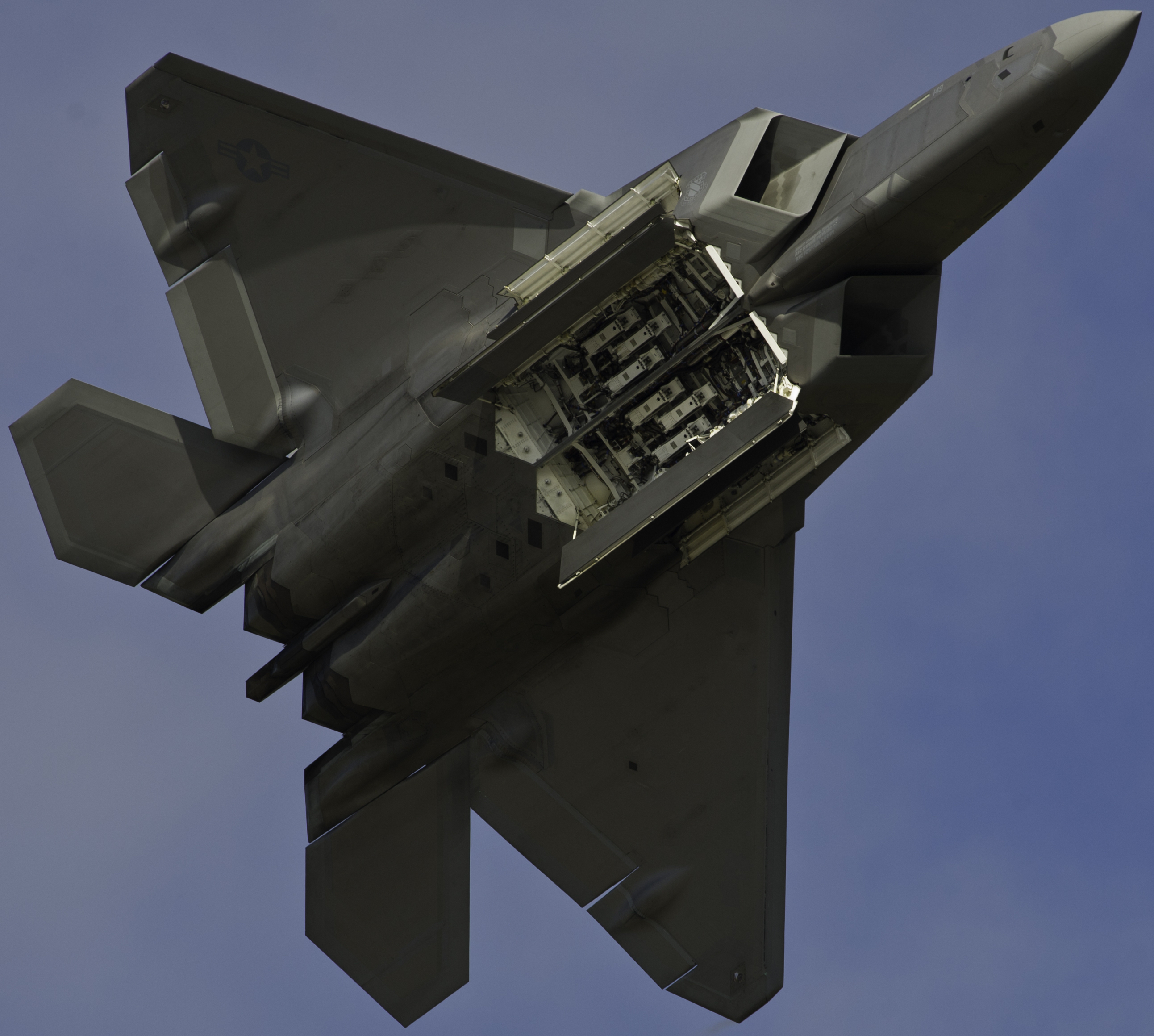
نمای زیر یک فروند اف-۲۲ با محفظه سلاح اصلی باز

تولیدکننده‌های اکسیژن پشتیبان و فیلترهای جدید روی هواگرد نصب شده‌اند. علائم سرفه به آتلکتازی نسبت داده شده که به دلیل قرار گرفتن در معرض شتاب گرانش بالا و غلظت اکسیژن بالاتر اف-۲۲ نسبت به هواگردهای پیشین به وجود آمده است. وجود سموم و ذرات در بعضی از خدمه‌های زمینی، بی‌ربط به مشکل دانسته شد. در ۴ آوریل ۲۰۱۳ و پس از حضور اف-۲۲ در نیروی آزمایش ترکیبی و اسکادران ۴۱۲ پزشکی هوافضا و تشخیص آنان مبنی بر رفع شدن مشکل محدودیت تنفسی خلبانان، محدودیت مسافت و ارتفاع برداشته شد.

## نسخه‌ها
- وای‌اف-۲۲ای – نسخه پیش‌تولید که برای عرضه به برنامه جنگنده تاکتیکی پیشرفته طراحی شد؛ دو نمونه از آن ساخته شد.
- اف-۲۲ای – نسخه تک‌سرنشین با عنوان اف/ای-۲۲ای طراحی‌شده در اوایل دهه ۲۰۰۰.
- اف-۲۲بی – نسخه دوسرنشین که در سال ۱۹۹۶ برای صرفه‌جویی در بودجه لغو شد.[۲۲۸]
- نسخه دریایی اف-۲۲ – نسخه‌ای برنامه‌ریزی‌شده از اف-۲۲ برای حضور روی ناو هواپیمابر با بال متحرک برای برنامه جنگنده تاکتیکی پیشرفته دریایی نیروی دریایی ایالات متحده آمریکا در جهت جایگزین شدن با گرومن اف-۱۴ تام‌کت. این برنامه در سال ۱۹۹۳ لغو شد.[۲۲۸] دونالد رایس، وزیر وقت نیروی هوایی، عامل تصمیم‌گیری و ترجیح‌دادن وای‌اف-۲۲ بر وای‌اف-۲۳ را قابلیت‌های دریایی بیان کرد.[۲۲۹]

### مشتقات
اف‌بی-۲۲ یک بمب‌افکن زبرصوت پنهان‌کار میان‌برد بود که برای استفاده در نیروی هوایی ایالات متحده پیشنهاد شده بود. در طرح پیشنهادی، اف‌بی-۲۲ می‌توانست ۳۰ بمب با قطر کوچک را با برد حدود دو برابر اف-۲۲ای حمل کند. با این وجود، به‌نظر می‌رسد طرح اولیه و پیشنهادی اف‌بی-۲۲ در جریان بازنگری چهارساله دفاعی سال ۲۰۰۶ لغو شده تا بمب‌افکنی زبرصوت، بزرگ‌تر و با برد بسیار بیشتر ساخته شود.
ایکس-۴۴ مانتا یا هواگرد بدون دم و چندمحوره، هواگردی آزمایشی و برنامه‌ریزی‌شده بود که بر اساس اف-۲۲ طراحی شده و کنترل‌کننده‌های تراست وکتورینگ آن افزایش یافته بود و در کنار آن، فاقد پشتیبان سطح آیرودینامیک بود. قرار بود این هواگرد تنها با تراست وکتورینگ کنترل شود و نیازی به سکان، شهپر یا بالابرنده نداشته باشد. تخصیص بودجه به این برنامه در سال ۲۰۰۰ متوقف شد.
در اوت ۲۰۱۸، لاکهید مارتین نسخه‌ای از اف-۲۲ را برای نیروی هوایی ایالات متحده و نیروی دفاع هوایی ژاپن معرفی کرد که بدنه اف-۲۲ را با اویونیک و پنهان‌کاری افزایش‌یافته به لطف استفاده از پوشش پنهان‌کار اف-۳۵ همراه می‌کرد. این طرح توسط نیروی هوایی ایالات متحده پسندیده نشد و نیروی دفاع هوایی ژاپن با توجه به محدودیت صادراتی موجود و هزینه بالا، دربارهٔ خرید این هواگرد مطمئن نبود.

## دارندگان
ایالات متحده آمریکا

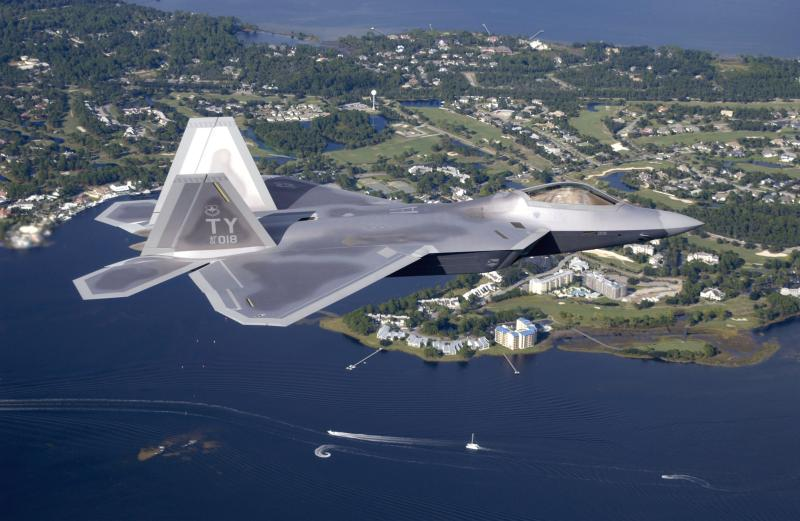
یک فروند اف-۲۲ متعلق به پایگاه نیروی هوایی تیندال، فلوریدا، در حال گذر از دسته ماهیتابه فلوریدا.

- نیروی هوایی ایالات متحده آمریکا: نیروی هوایی ایالات متحده تنها دارندهٔ اف-۲۲ است. این نیرو تا ژوئیه ۲۰۱۸، ۱۸۶ فروند اف-۲۲ را در تملک خود داشت.[۲۳۹]

فرماندهی نبرد هوایی
- رسته هوایی جنگنده ۱ – پایگاه نیروی هوایی لنگلی، ویرجینیا
اسکادران جنگنده ۲۷: نخستین اسکادران ضربتی دارنده اف-۲۲. تجهیز اسکادران به این جنگنده‌ها در دسامبر ۲۰۰۵ آغاز شد.[۲۴۰]
اسکادران جنگنده ۹۴[۲۴۱][۲۴۲]

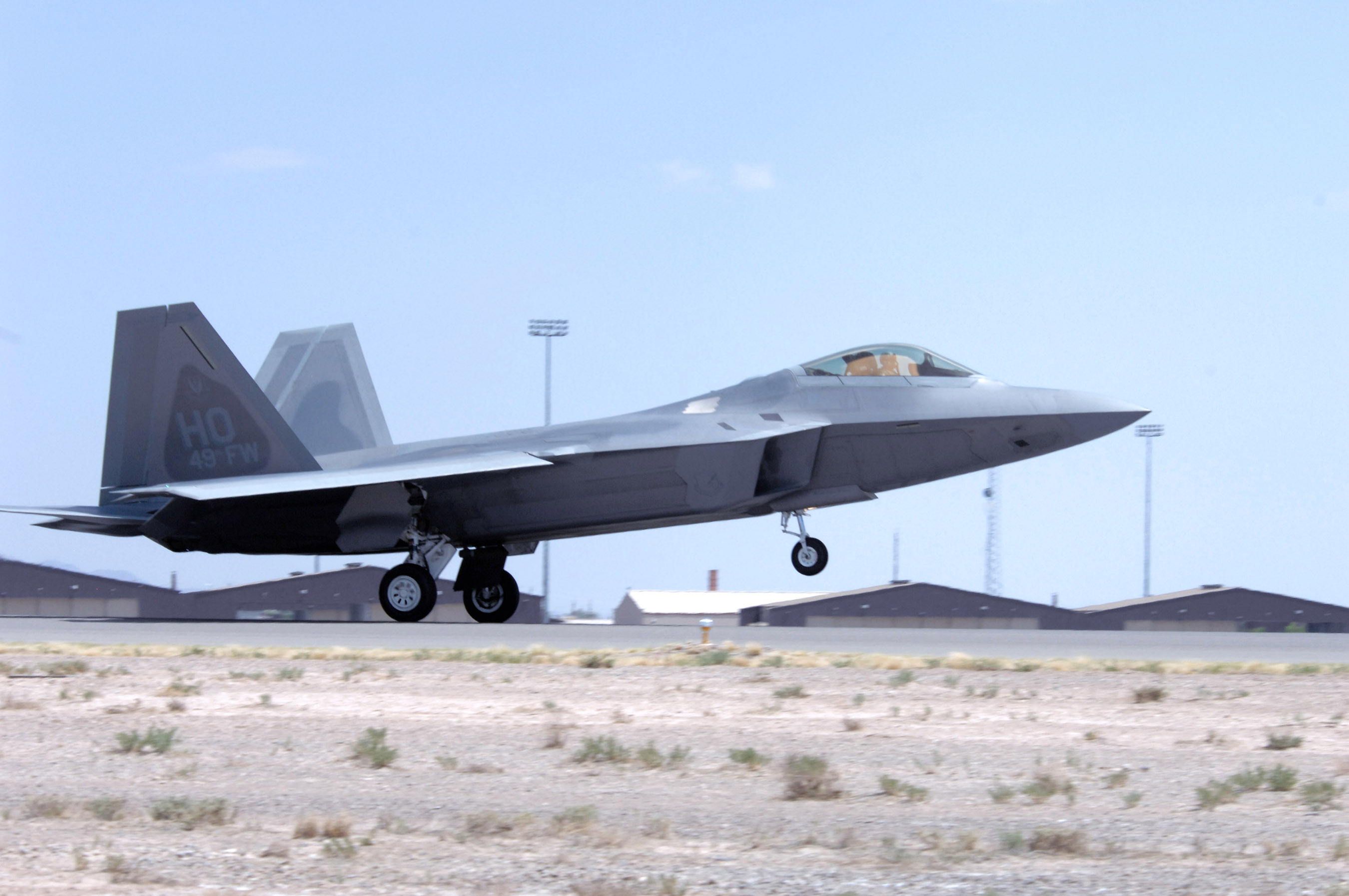
یک اف-۲۲ متعلق به پایگاه نیروی هوایی هلمن، نیومکزیکو

- یک اف-۲۲ متعلق به پایگاه نیروی هوایی هلمن، نیومکزیکورسته هوایی جنگنده ۴۹ – پایگاه نیروی هوایی هالومن، نیومکزیکو[۲۴۳][۲۴۴]
اسکادران جنگنده ۷ (غیرفعال‌شده در سال ۲۰۱۴)
اسکادران جنگنده ۸ (در سال ۲۰۱۴، دوباره فعال‌شد و به عنوان جزئی از اسکادران آموزشی اف-۱۶ به گروه پروازی ۵۴ پیوست)
- رسته هوایی ۵۳ – پایگاه نیروی هوایی تیندال، فلوریدا
اسکادران آزمون و ارزیابی ۴۲۲ (پایگاه نیروی هوایی نلیس، نوادا)[۲۴۵]

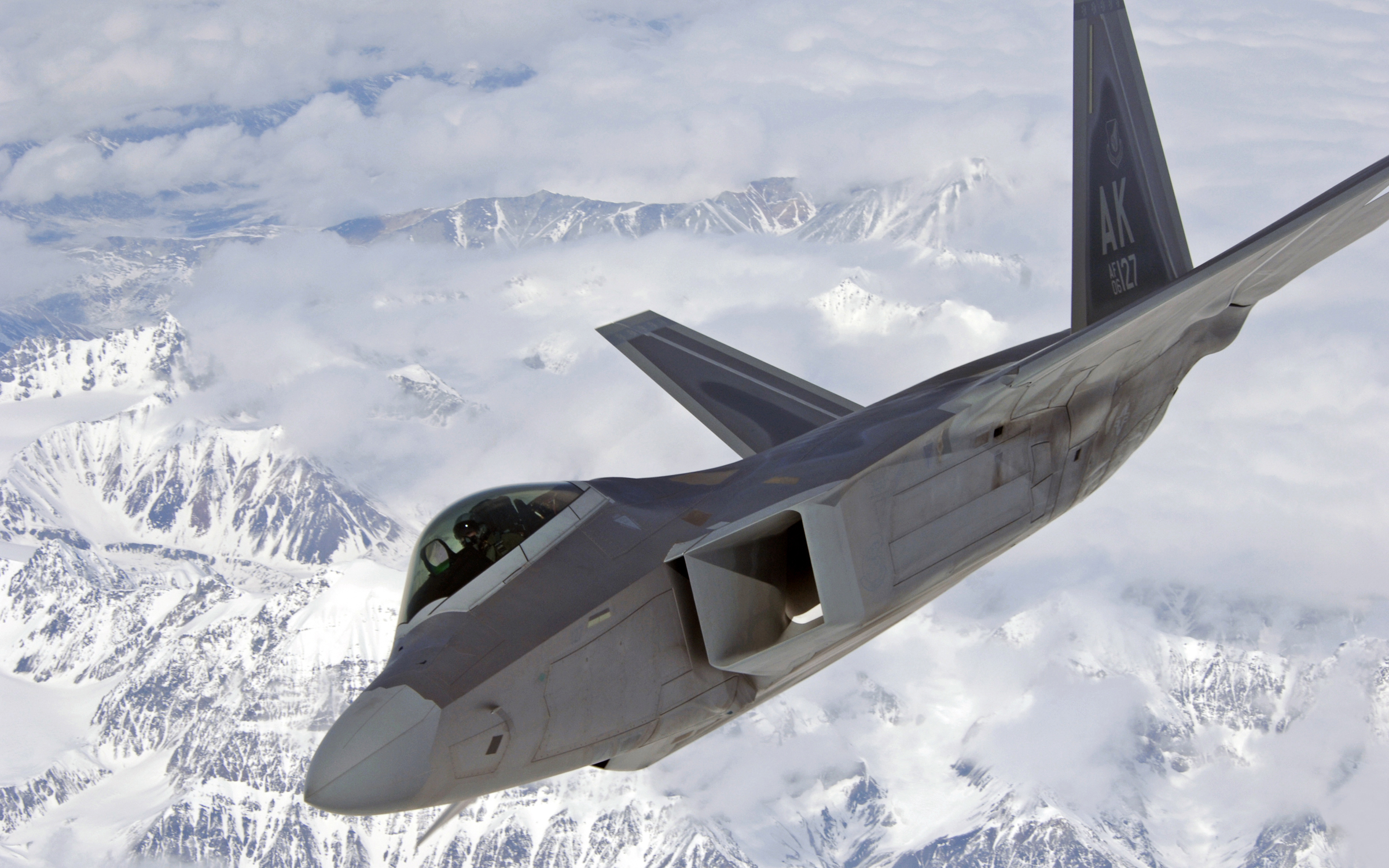
یک فروند اف-۲۲ متعلق به پایگاه نیروی هوایی المندورف، آلاسکا، بر فراز کوه‌ها

- یک فروند اف-۲۲ متعلق به پایگاه نیروی هوایی المندورف، آلاسکا، بر فراز کوه‌هارسته هوایی ۵۷ – پایگاه نیروی هوایی نلیس، نوادا
اسکادران تسلیحاتی ۴۳۳[۲۴۶]
- رسته هوایی جنگنده ۳۲۵ – پایگاه نیروی هوایی تیندال، فلوریدا
اسکادران جنگنده ۴۳: نخستین اسکادران دارنده اف-۲۲ که همچنان به عنوان واحد آموزش رسمی به کار گرفته می‌شود.[۲۴۷]
اسکادران جنگنده ۹۵[۲۴۸]

فرماندهی تجهیزات نیروی هوایی

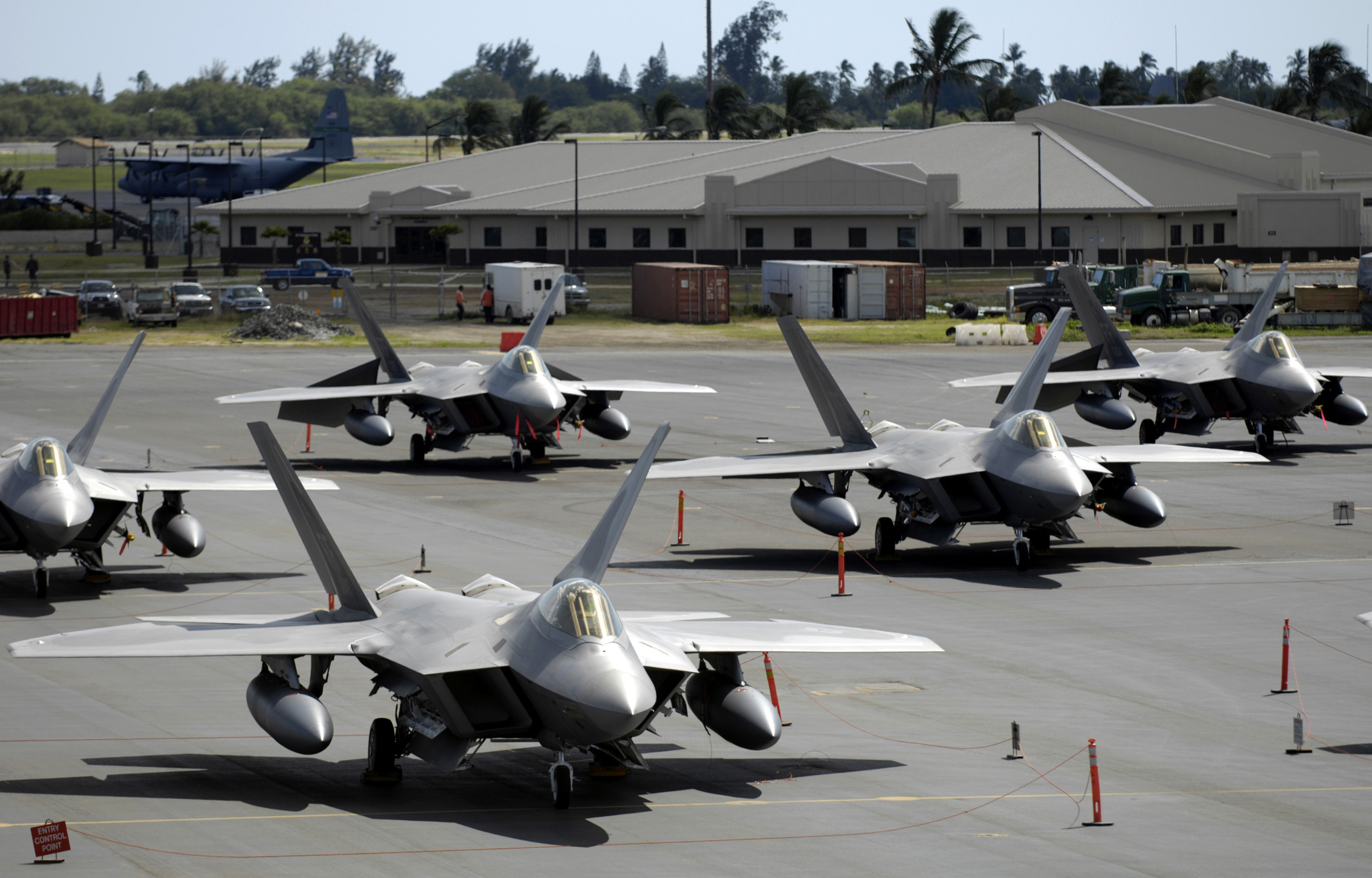
چندین اف-۲۲ مستقر در پایگاه نیروی هوایی لنگلی، ویرجینیا، همراه با بارهای اضافه برای انتقال به پایگاه هوایی کادنا، ژاپن.

- رسته هوایی آزمایش ۴۱۲ – پایگاه نیروی هوایی ادواردز، کالیفرنیا
اسکادران آزمایش هوایی ۴۱۱[۲۴۹]

نیروهای هوایی اقیانوس آرام
- رسته هوایی ۳ – پایگاه هوایی المندورف، آلاسکا
اسکادران جنگنده ۹۰[۲۵۰]
اسکادران جنگنده ۵۲۵[۲۵۱]
- رسته هوایی ۱۵ – پایگاه نیروی هوایی هیکام، هاوایی
اسکادران جنگنده ۱۹: اسکادران فعال همبسته با اسکادران جنگنده۱۹۹ (متعلق به گارد ملی هوایی هاوایی)[۲۵۲]

گارد ملی هوایی
- رسته هوایی جنگنده ۱۹۲ (همبسته) – پایگاه نیروی هوایی لنگلی، ویرجینیا[۲۵۳]
اسکادران جنگنده ۱۴۹
- رسته هوایی ۱۵۴ – پایگاه نیروی هوایی هیکام، هاوایی[۲۵۴]
اسکادران جنگنده ۱۹۹
- واحد همبسته رسته هوایی جنگنده ۳۲۵ (با نام دسته ۱ فرماندهی گارد ملی هوایی فلوریدا هم شناخته می‌شود) – پایگاه نیروی هوایی تیندال، فلوریدا[۲۵۵]
همبسته با رسته هوایی جنگنده ۳۲۵ (متعلق به فرماندهی نبرد هوایی)

فرماندهی جایگزین نیروی هوایی
- گروه جنگنده ۴۴ (همبسته) – پایگاه نیروی هوایی تیندال، فلوریدا
اسکادران جنگنده ۳۰۱[۲۵۶]
- گروه جنگنده ۴۷۷ (همبسته) – پایگاه نیروی هوایی المندروف، آلاسکا[۲۵۷]
اسکادران جنگنده ۳۰۲[۲۵۷]

## حوادث و تلفات
در آوریل ۱۹۹۲، دومین وای‌اف-۲۲ در هنگام فرود در پایگاه نیروی هوایی ادواردز، سقوط کرد. خلبان آزمایشی این هواپیما با نام تام مرگنفلد، بدون صدمه دیدن از هواگرد خارج شد. دلیل سقوط، اشکال نرم‌افزاری در کنترل پرواز بیان شده که در جلوگیری از نوسان واردشده از طرف خلبان، ناتوان بوده است.
نخستین سقوط اف-۲۲ در هنگام برخاست در پایگاه نیروی هوایی نلیس در ۲۰ دسامبر ۲۰۰۴ رخ داد. خلبان توانست پیش از برخورد، بدون صدمه جان سالم به در ببرد. در تحقیقات پیرامون این سانحه مشخص شد که در هنگام خاموش کردن موتور، وقفه‌ای جزئی در برق و نیروی هواگرد، موجب اشکال در عملکرد سامانه کنترل پرواز شده و به دنبال آن، طراحی هواپیما اصلاح شد تا از تکرار دوباره مشکل جلوگیری شود. پس از یک دوره کوتاه زمین‌گیر شدن تمام ناوگان، مأموریت‌های ناوگان اف-۲۲ پس از بررسی ادامه یافت.
در ۲۵ مارس ۲۰۰۹، یک نسخه آزمایشی از اف-۲۲ در جریان آزمایش پرواز، در ۳۵ مایلی (۵۶ کیلومتری) شمال‌شرقی پایگاه ادواردز سقوط کرد و منجر به کشته‌شدن خلبان آزمایش آن، دیوید کولی، شد. در تحقیقات فرماندهی تجهیزات نیروی هوایی، مشخص شد که کولی در هنگام انجام یک مانور در شتاب گرانش بالا، لحظه‌ای هوشیاری خود را از دست داده و در زمانی که متوجه می‌شود زمان کافی برای بالا بردن هواگرد را ندارد، از هواپیما خارج می‌شود. کولی بر اثر ترومای غیرنافذ ناشی از فشار زیاد هوا به دلیل سرعت بالای هواگرد، در حین خروج می‌میرد. در جریان تحقیقات، هیچ مشکلی مربوط به طراحی جنگنده پیدا نشد.

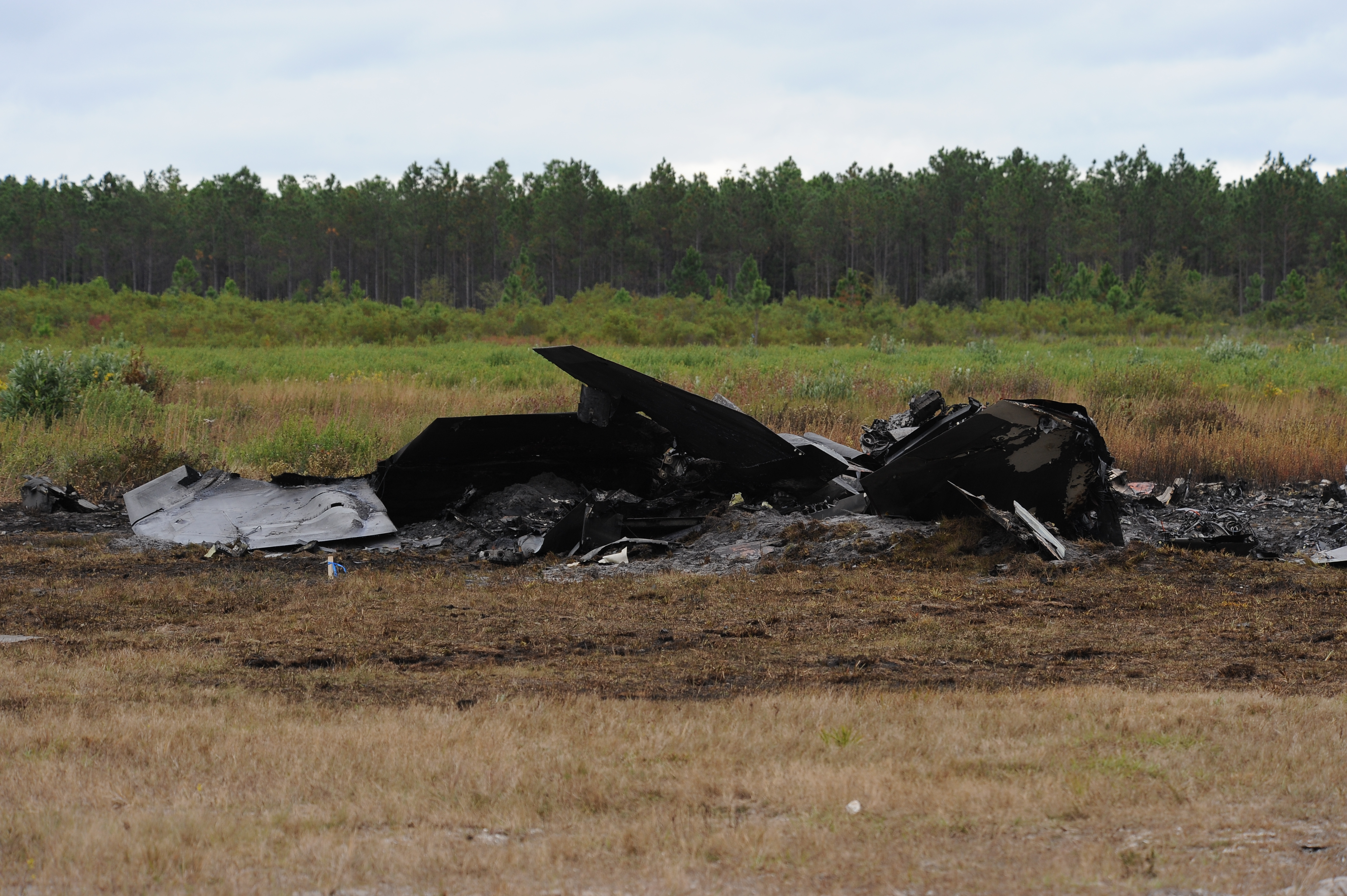
بقایای اف-۲۲ سقوط کرده در نزدیکی پایگاه نیروی هوایی تیندال، فلوریدا، نوامبر ۲۰۱۲

در ۱۶ نوامبر ۲۰۱۰، یک فروند اف-۲۲ متعلق به پایگاه هوایی المندورف سقوط کرد و موجب کشته‌شدن خلبان آن، کاپیتان جفری هانی، شد. تمام ناوگان اف-۲۲ در پی این حادثه از پرواز در ارتفاع بالای ۲۵٬۰۰۰ پا منع شده و در طی انجام تحقیقات، کاملاً زمین‌گیر شدند. دلیل سقوط، اشکال در عملکرد سامانه هوای فشرده در پی داغی بیش از حد موتور بیان شد، که منجر به خاموشی سامانه کنترل محیطی و سامانه تولید اکسیژن همراه شده‌بود. هانی در جریان تحقیقات، مقصر شمرده شد، چرا که واکنش درستی نداشته و سامانه اضطراری اکسیژن را فعال نکرده بود. همسر هانی از لاکهید مارتین شکایت کرد و ادعا داشت که تجهیزات هواگرد، دچار اشکال شده و منجر به سقوط آن شده‌بود. وی بعداً با لاکهید مارتین به توافق رسید. پس از این سانحه، دسته فعال‌کننده سامانه اضطراری اکسیژن بازطراحی شد و سامانه اضطراری درنهایت با سامانه پشتیبان خودکار اکسیژن جایگزین شد. در ۱۱ فوریه ۲۰۱۳، بازرس وزارت دفاع ایالات متحده گزارشی در خصوص این سانحه منتشر کرد و اعلام داشت که نیروی هوایی ایالات متحده در مقصر شناختن هانی اشتباه کرده و حقایق، کاملاً از این فرضیه پشتیبانی نمی‌کند.
در جریان یک مأموریت تمرینی در ۱۵ نوامبر ۲۰۱۲، یک فروند اف-۲۲ در شرق پایگاه تیندال سقوط کرد. خلبان به سلامت خارج شد و روی زمین هم تلفاتی گزارش نشد. در تحقیقات مشخص شد که یک سیم الکتریکی «ساییده‌شده» موجب آتش گرفتن مایع موجود در یک خط هیدرولیک شده و شروع آتشی بوده که به مهارکننده‌های پرواز آسیب رسانده است.

## نمایش هواگرد
یک نمونه آزمایشی از اف-۲۲ با نام کامل اف-۲۲ای ۹۱–۴۰۰۳ در موزه ملی نیروی هوایی ایالات متحده به نمایش گذاشته شده است.

## مشخصات
منبع اطلاعات اطلاعات سازندگان نیروی هوایی ایالات متحده، اوییشن ویک، Air Forces Monthly, و ژورنال دفاع الکترونیک
مشخصات عمومی
- خدمه: ۱
- طول: ۶۲ پا و ۱ اینچ (۱۸٫۹۲ متر)
- پهنای بال: ۴۴ پا و ۶ اینچ (۱۳٫۵۶ متر)
- ارتفاع: ۱۶ در ۸ پا (۵٫۰۸ متر)
- بال: مساحت ۸۴۰ پای مربع (۷۸٫۰۴ متر مربع)
- ماهیواره: ناکا ۶۴ای ۰۵٫۹۲ پشت، ناکا ۶۴ای ۰۴٫۲۹ جلو
- وزن خالی: ۴۳٬۳۴۰ پوند (۱۹٬۷۰۰ کیلوگرم)
- وزن بارگیری: ۶۴٬۸۴۰ پوند (۲۹٬۴۱۰ کیلوگرم)
- بیشینه وزن برخاست: ۸۳٬۵۰۰ پوند (۳۸٬۰۰۰ کیلوگرم)
- ظرفیت سوخت: ۱۸٬۰۰۰ پوند (۸٬۲۰۰ کیلوگرم) داخلی، یا ۲۶٬۰۰۰ پوند (۱۲٬۰۰۰ کیلوگرم) با دو محفظه سوخت اضافی

 عملکرد 
- سرعت بیشینه: در ارتفاع: ماخ ۲٫۲۵ (۱٬۵۰۰ مایل در ساعت، ۲٬۴۱۰ کیلومتر در ساعت) [تخمینی]

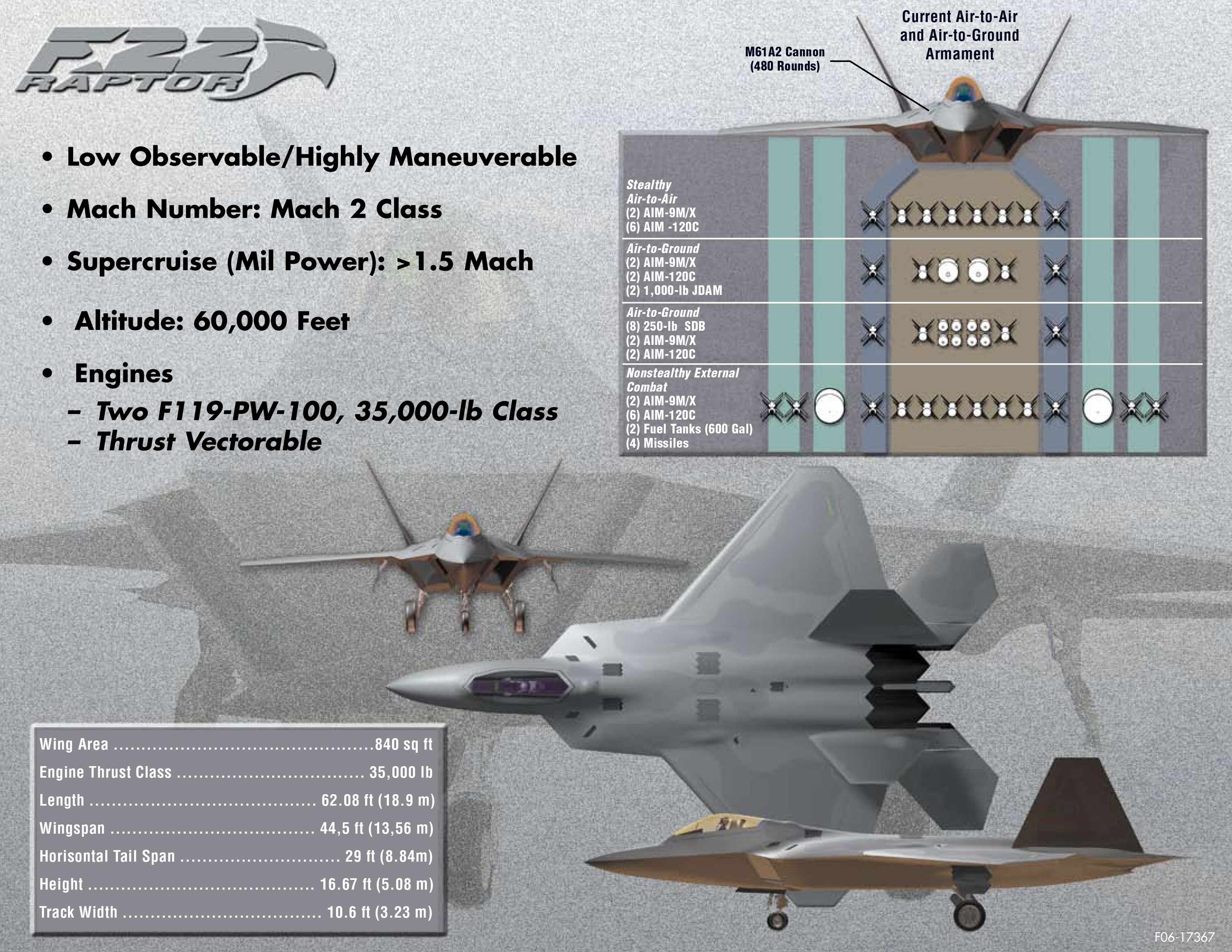
پوستر نیروی هوایی ایالات متحده دربارهٔ ویژگی‌ها و تسلیحات اصلی اف-۲۲

  - ابرپیمایش: ماخ ۱٫۸۲ (۱٬۲۲۰ مایل در ساعت، ۱٬۹۶۰ کیلومتر در ساعت)
- برد: >۱٬۶۰۰ مایل دریایی (۱٬۸۴۰ مایل، ۲٬۹۶۰ کیلومتر) با ۲ بسته بنزین اضافی
- شعاع عملیاتی: ۴۶۰ مایل دریایی (با ۱۰۰ مایل اضافه در ابرپیمایش)[۲۷۶][اچ] (۵۲۹ مایل، ۸۵۲ کیلومتر)
- برد ترابری: ۱٬۷۴۰ مایل دریایی (۲٬۰۰۰ مایل، ۳٬۲۲۰ کیلومتر)
- سقف پروازی: >۶۵٬۰۰۰ پا (۲۰٬۰۰۰ متر)
- بارگیری بال: ۷۷٫۲ پوند/پای مربع (۳۷۷ کیلوگرم/متر مربع)
- بیشترین میزان گرانش قابل‌تحمل: ۹٫۰+/۳٫۰− جی

جنگ‌افزار

- توپها: ۱× ام۶۱ والکان ۲۰ میلی‌متری (۰٫۷۸۷ اینچ) ۶ لول روی بال راست، با ظرفیت مهمات ۴۸۰ عدد
- ظرفیت موشک هوابه‌هوا:
  - ۶× ایم-۱۲۰ آمرام
  - ۲× ایم-۹ سایدوایندر
- ظرفیت موشکی هوابه‌زمین:
  - ۲× ۱٬۰۰۰ پوند (۴۵۰ کیلوگرم) مهمات تهاجم مستقیم مشترک یا ۸× ۲۵۰ پوند (۱۱۰ کیلوگرم) بمب قطر کوچک جی‌بی‌یو-۳۹
  - ۲× ایم-۱۲۰ آمرام
  - ۲× ایم-۹ سایدوایندر
- بخش‌های اضافی روی بال: ۴× محفظه زیر بال با قابلیت حمل ۶۰۰ گالون (۲۲۷۰ لیتر) بنزین، یا اسلحه، هر یک با وزن ۵۰۰۰ پوند (۲۲۷۰ کیلوگرم).[۲۷۷] با این وجود، اگر از این بخش‌ها استفاده شود، پنهان‌کاری جنگنده را کاهش می‌دهد.

تجهیزات پروازی

- رادار ای‌ان/ای‌پی‌جی-۷۷ یا ای‌ان/ای‌پی‌جی-۷۷وی۱: ۱۲۵–۱۵۰ مایل (۲۰۱–۲۴۱ کیلومتر) در برابر اهداف ۱ متر مربع (۱۱ فوت مربع) (برد تقریبی)، ۲۵۰ مایل (۴۰۰ کیلومتر) در شعاع باریک
- شناساگر پرتاب موشک ای‌ان/ای‌ای‌آر-۵۶[۱۲۶]
- گیرنده هشدار رادار ای‌ان/ای‌ال‌آر-۹۴: برد شناسایی ۲۵۰ مایل دریایی (۴۶۰ کیلومتر) یا بیشتر
- منورهای ام‌جی‌یو-۳۹/۴۰ برای حفاظت در برابر موشک[۲۷۸]